# Airbus A330 MRTT
L'Airbus A330 Multi Role Tanker Transport (MRTT) est un modèle d'avion militaire de transport et de ravitaillement à large fuselage développé et construit par Airbus Defence and Space, et dérivé du modèle civil Airbus A330.
Mis en service en 2011, les A330 MRTT accumulaient en 2024 plus de 300 000 heures de vol(octobre 2015 plus de 56 400 heures de vol avec 14 220 atterrissages). En 2016, malgré l'augmentation de charges inattendue en raison du conflit au Moyen-Orient, soit 2 000 heures environ par mois, l'appareil était capable d'assurer 96 % de disponibilité d'après Airbus. Selon le premier acheteur, la RAAF, les premiers exemplaires ne présentaient pas de problèmes : l'Australie a commandé deux appareils supplémentaires.
Cet appareil de ravitaillement en production dispose de systèmes pleinement fonctionnels. À la suite de la retraite du dernier exemplaire de McDonnell Douglas KC-10 Extender, le 26 septembre 2024, l'A330 MRTT est le plus grand avion ravitailleur exploité par les armées,.

## Développement

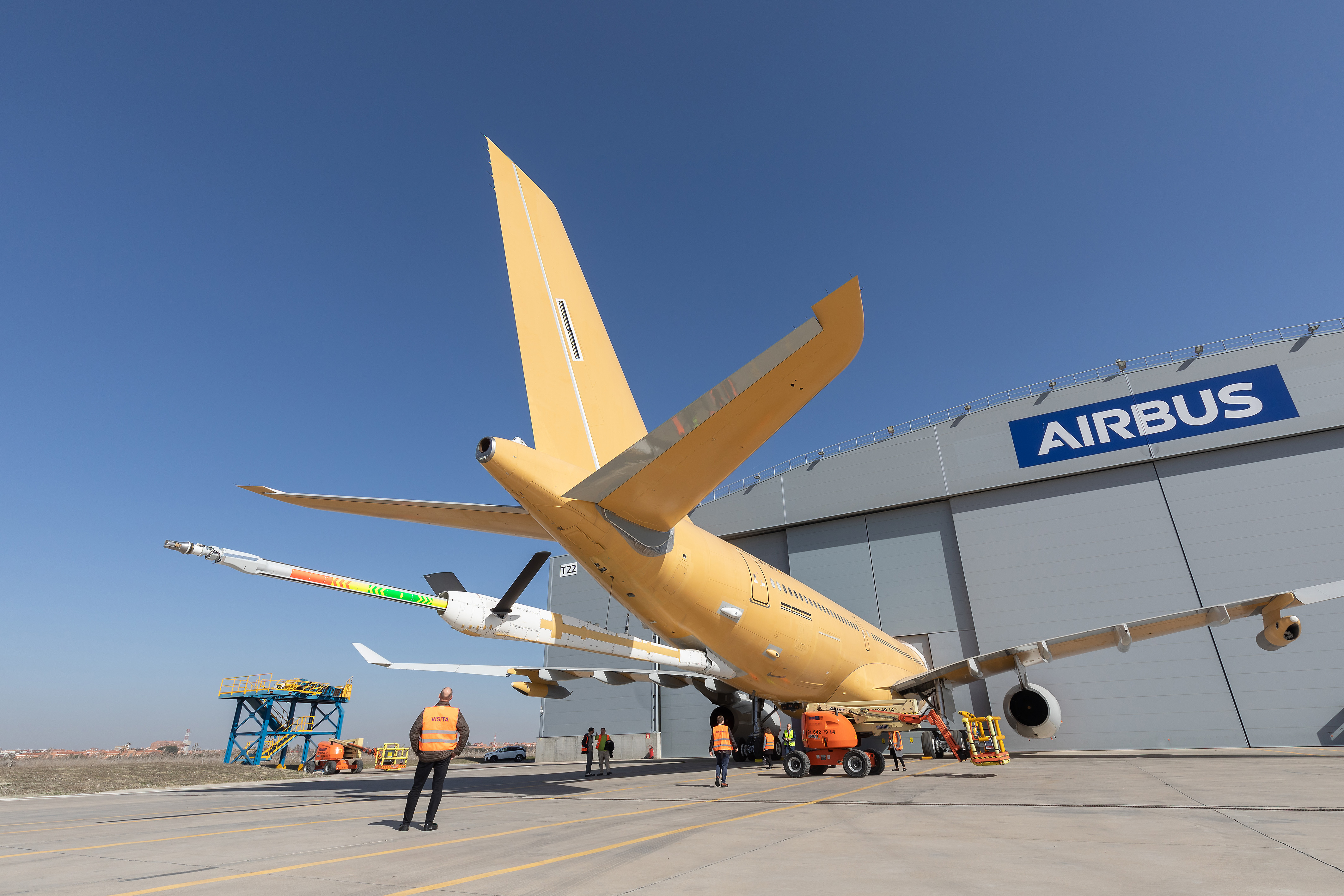
Conversion de l'un des premiers MRTT destinés à l'OTAN, en février 2019 à Getafe.

### A330 MRTT
Issu de l'avion de ligne A330-200, il s'agit d'un appareil multirôle permettant simultanément le transport de troupes et de matériel ainsi que le ravitaillement en vol.
L'A330 MRTT offre une capacité maximale de 111 000 kg de carburant lors de son décollage. Selon sa mission, jusqu'à 60 000 kg de kérosène sont disponibles pour d'autres appareils, avec une autonomie de 4 h 30, soit quasiment 2 000 km.
Chez Airbus, l'origine de la conception d'un appareil multirôle de ravitaillement en vol est assez ancienne. Dans les années 1990, le COTAM dirigé par le général Claude Lemieux, s'intéressait à l'A340M, version militaire de l'A340. l'Armée étudiait à la fois le type Combi et la version cargo-ravitailleur. Le programme A340M fut annulé. Après le succès de l'A330-200, sa version militaire fut achevée.
Lors du développement, Airbus bénéficia, d'une part, de l'expérience acquise lors de la conversion de l'A310 MRTT, et d'autre part, de la même conception de voilure que l'A340, notamment de quatre points d'attaches renforcés. Les deux perches sont montées à hauteur des moteurs nos 1 et 4 d'une configuration quadriréacteur, nécessitant ainsi peu de modifications,.
L'appareil accueille jusqu’à trois cents passagers en configuration de classe unique. Dans la configuration militaire, 380 passagers sont autorisés en cas de nécessité. Sa cabine est convertible, soit pour le transport de troupes, soit en faveur de personnes particulières tels que des VIP, ou des blessés. L'A330 MRTT peut être également configuré pour effectuer des évacuations médicales (Médévac). Dans ce cas, jusqu'à 130 civières sont disponibles. Sans configuration de transport de fret, l'appareil est capable de transporter soit des conteneurs commerciaux standards, soit huit palettes de l'OTAN, jusqu'à 120 m3. Sa capacité équivaut à l'espace du C-130 ainsi qu'à la charge de l’A400M.
Tous les A330 MRTT sont assemblés à Toulouse, en tant que plateformes, avant d'être convertis à Getafe en Espagne pour le montage du système de ravitaillement et de l'avionique militaire. Il faut neuf mois pour convertir un appareil, avec 50 000 modifications programmées.
L'A330-200 MRTT a obtenu ses certifications requises, d'abord de l'Agence européenne de la sécurité aérienne en mars 2010, puis celle de l'autorité espagnole en octobre concernant l'exploitation militaire. La première livraison fut célébrée le 27 mai 2011 à Madrid. Puis, cet appareil, KC-30A (MSN969) immatriculé A39-003, arriva à la base d'Amberley de l'armée de l'air australienne, en passant par deux bases aux États-Unis pour démonstration.
Pour sa part, la Royal Air Force ne possède aucun A330 MRTT. C'est une compagnie privée AirTanker Services qui exploite la flotte britannique et qui facture les ravitaillements et les transports à la RAF, selon les termes du contrat conclu jusqu'en 2035.

### A330 MRTT E
Airbus Military améliore l'A330 MRTT. Il s'agit du type A330-200 MRTT E (E pour Enhanced : amélioré), annoncé à Getafe le 10 juin 2014, et disponible à partir de 2017,.
Cette amélioration, notamment celle de l'avionique, fut décidée à la suite de celle de l'A330 commercial dont l'A330 MRTT E profite aussi. De plus, les systèmes de ravitaillement par perche tel l'ARBS sont améliorés. Un nouveau système numérique de l'ARBS, indispensable aux appareils de grande taille, augmente l'efficacité du ravitaillement. Quasiment automatique, celui-ci assure davantage de sécurité en opérations ainsi que moins de temps requis pour la manœuvre. Dès le mois d'octobre 2015, le prototype est fabriqué à Séville tandis que le premier vol d'essais a lieu à la fin de juillet 2016.
Le gouvernement de Singapour est le premier client de cette version.
Toutes les armées de l'air peuvent disposer de la version améliorée à partir de 2017, y compris l'Armée de l'air française. Les appareils déjà livrés, plus précisément les premiers 28 exemplaires, pourront aussi bénéficier de ce développement. Le coût de conversion est réparti entre Airbus et les clients. Depuis l'annonce du programme, la Force aérienne royale australienne s'intéresse à cet aménagement. En 2014, le premier KC-30A apparu en Espagne, en tant que plateforme de ces modifications, notamment le programme Upgrade 3 en faveur de ARBS en commande de vol électrique. Le 1er juillet 2015, le ministre de la Défense Kevin Andrews annonça une commande de deux KC-30A (E) supplémentaires. Cette fois-ci, la RAAF modifie deux appareils pour passagers précédemment détenus par Qantas Airways dont la livraison était prévue en 2018.
Si la production de l'A330-200 se termine dans quelques années, celle de la version MRTT continue jusqu'en 2025, au lieu de l'A330-800 MRTT. Sa masse maximale au décollage est augmentée jusqu'à 242 tonnes, en profitant de la dernière version civile. Cela permet de convertir tous les appareils déjà livrés dans cette version plus performante.

### A330 MRTT+
Comme la disponibilité de l'A330-200 est déjà devenue limitée, en 2023, Airbus étudie la version Neo, encore plus performante. Elle cherche essentiellement chercher la façon optimale d'installer les nacelles sous ses nouvelles ailes, différentes de celles de l'appareil actuel. En juillet 2024, le constructeur a annoncé que le développement et la mise en production de nouvelle version sont en cours. Avec le moteur Trent 7000-72, il s'agit de l'A330-841 MRTT qui consomme moins de carburant. Le prototype de l'Airbus A330 MRTT+, appellation selon le constructeur, sera assemblé en 2028-2029.
Dans l'article de La Tribune Toulouse, publié le 7 mai 2025, Jean-Brice Dumont, directeur de sa division, a déclaré que « tout se passe bien pour ce programme avec l'arrivée du ravitailleur MRTT en version Neo. Nous avons les clients de lancement qui sont prêts à signer. ».

### Standard 2
Les travaux de développement du standard 2 de l’A330 MRTT ont été confiés par la direction générale de l’Armement (DGA) à Airbus en octobre 2023. Sa connectivité sera accrue au travers du projet MELISSA [Marché d’élaboration d’intégration et de soutien des stations satcom aéronautiques]. Celui-ci doit permettre de « maintenir la connexion en bande Ka militaire et civile avec le commandement ou entre aéronefs dans un environnement de brouillage électromagnétique par l’adversaire ou pour des conditions de vol très dégradées par la météo » selon la DGA. Cet appareil sera un « nœud de communications » à haut débit. Le Centre d'opérations des forces aériennes stratégiques [COFAS] évoque la connectivité et un « volet de guerre électronique » visant à « améliorer la survivabilité » de l’appareil lors d'un raid nucléaire.

## Modifications principales
- Système ARBS (Aerial Refuelling Boom System), permettant le ravitaillement par une perche située sous la dérive de l'appareil (3 600 kg par minute)[28] qui équipe les MRTT australiens, émiriens, saoudiens, singapouriens et français.
- Nacelles de ravitaillement sous voilure Cobham 905E (1 250 kg par minute)[29].
- Unité de ravitaillement en vol intégrée au fuselage (Fuselage Refuelling Unit ou Hose Drum Unit) Cobham 805E (1 800 kg par minute)[29] qui équipe les MRTT de la RAF (qui sont dénommés FSTA par Airbus DS).
- UARRSI (Universal Aerial Refueling Receptacle Slipway Installation), système permettant au MRTT d'être ravitaillé par un autre tanker équipé d'une perche de ravitaillement en vol (boom). Ce système est installé sur les MRTT australiens, émiriens saoudiens et singapouriens.
- A3R [Automatic Air-to-Air Refueling], qui permettra de ravitailler automatiquement les aéronefs en vol[27].
- Système de signaux lumineux, qui est en usage dans les zones de combats où la communication par radio n'est pas possible[30].

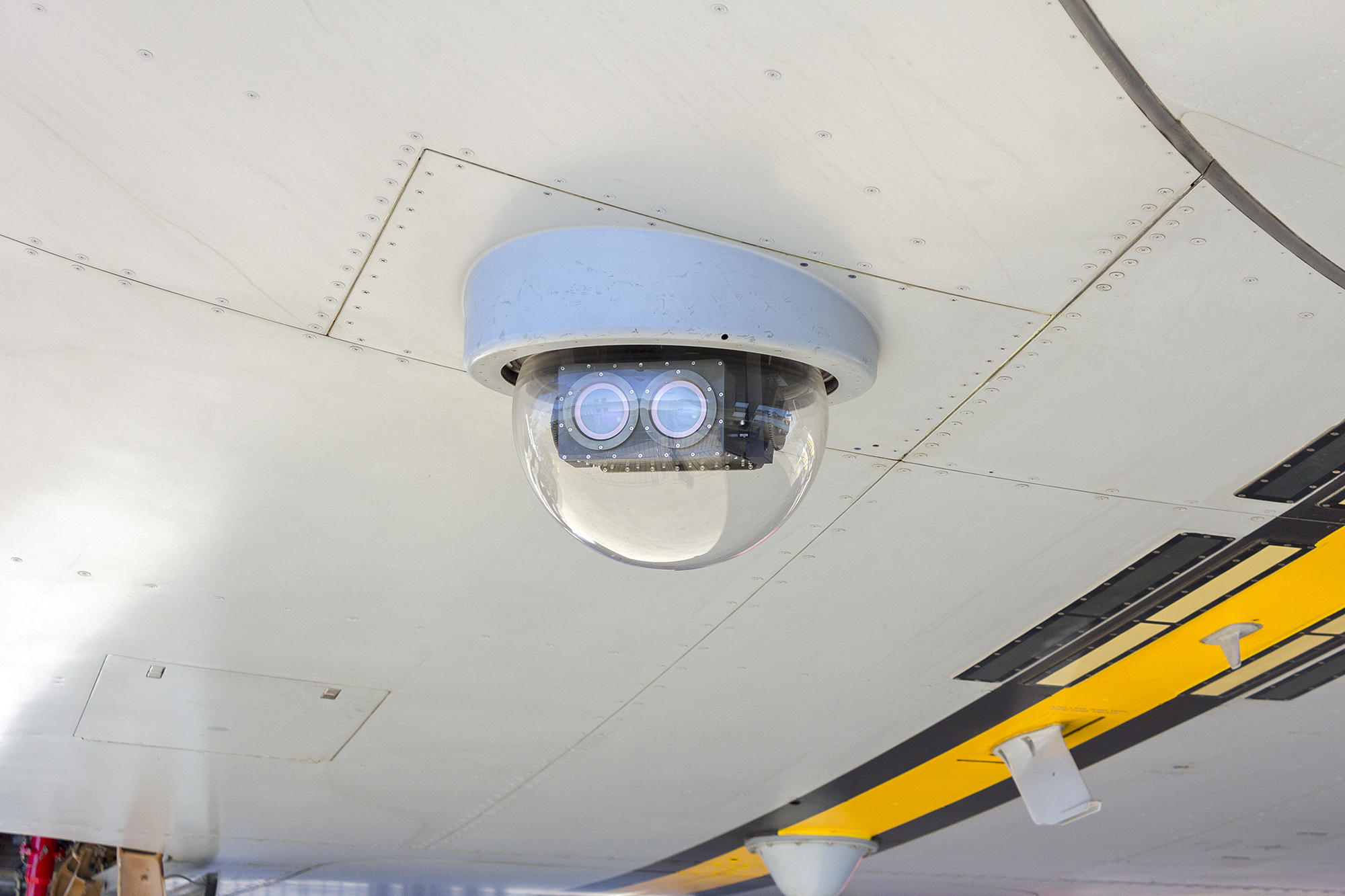
Caméra d'inspection et de surveillance du ravitaillement sur nacelles[br 5] du KC-30A, une caméra est installée de chaque côté de l'appareil.
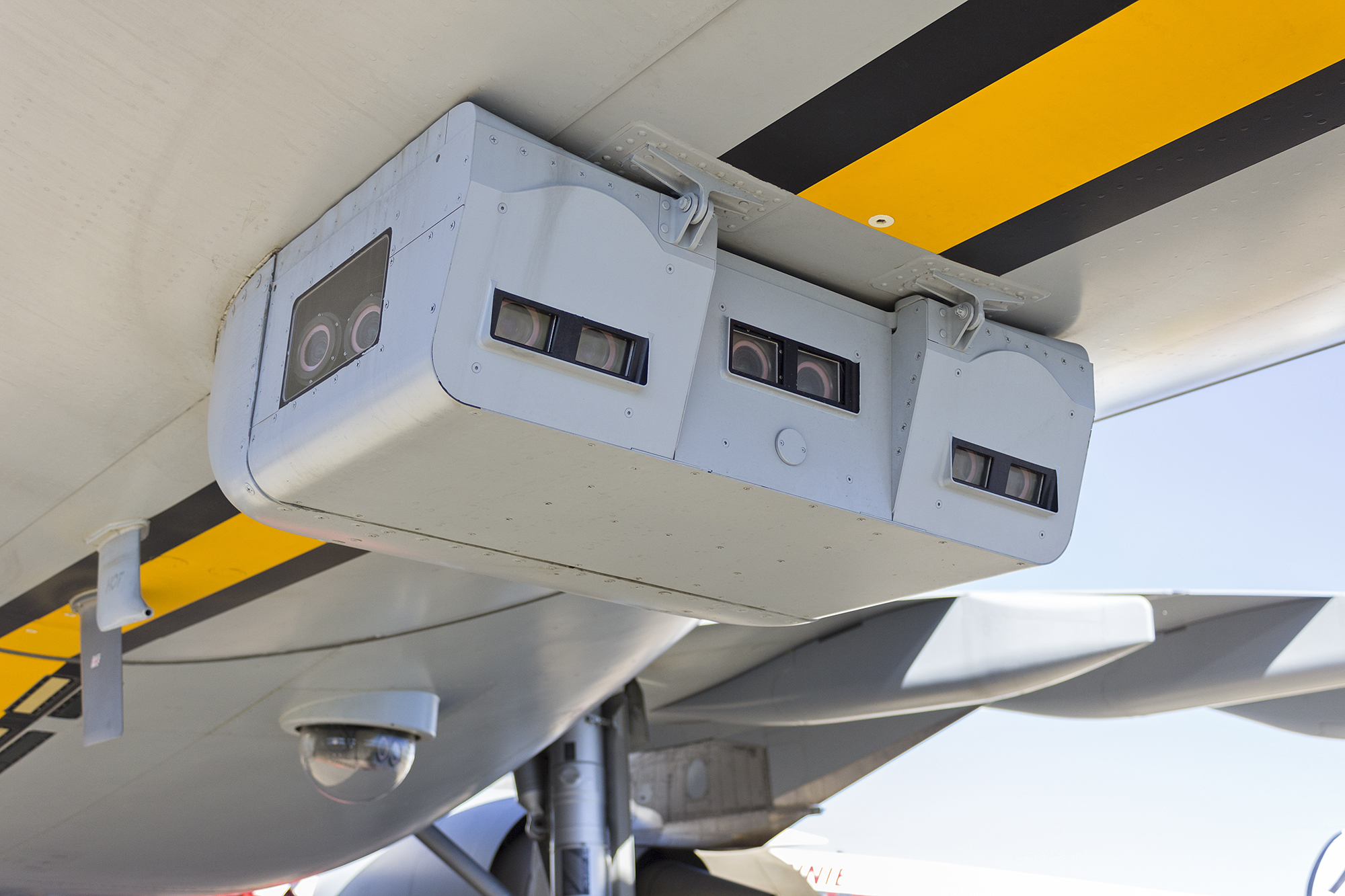
Caméras de surveillance du ravitaillement sur boom et caméras panoramiques (A39-002, KC-30A de la RAAF, en 2013).
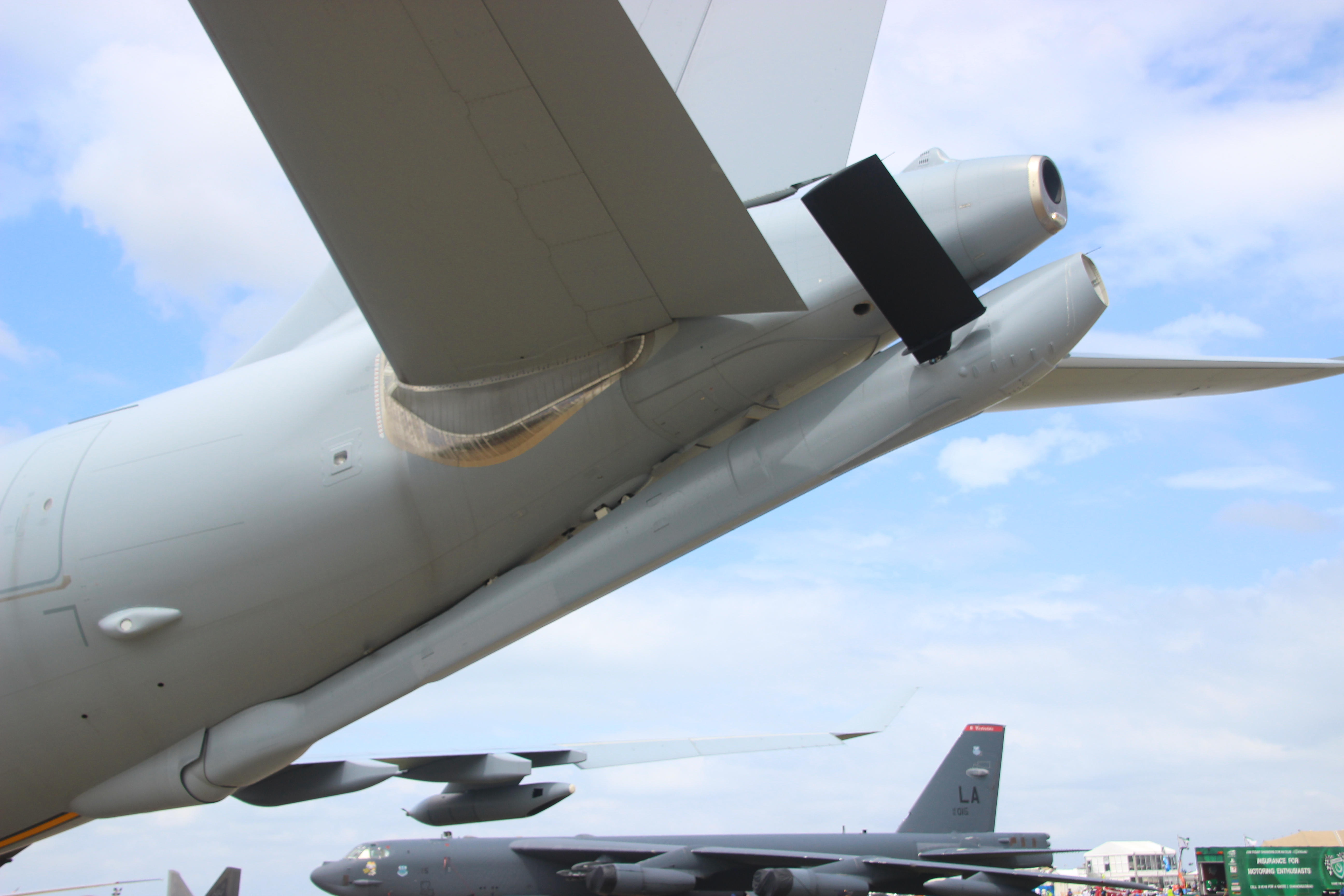
Système ARBS (A39-005 en 2015).
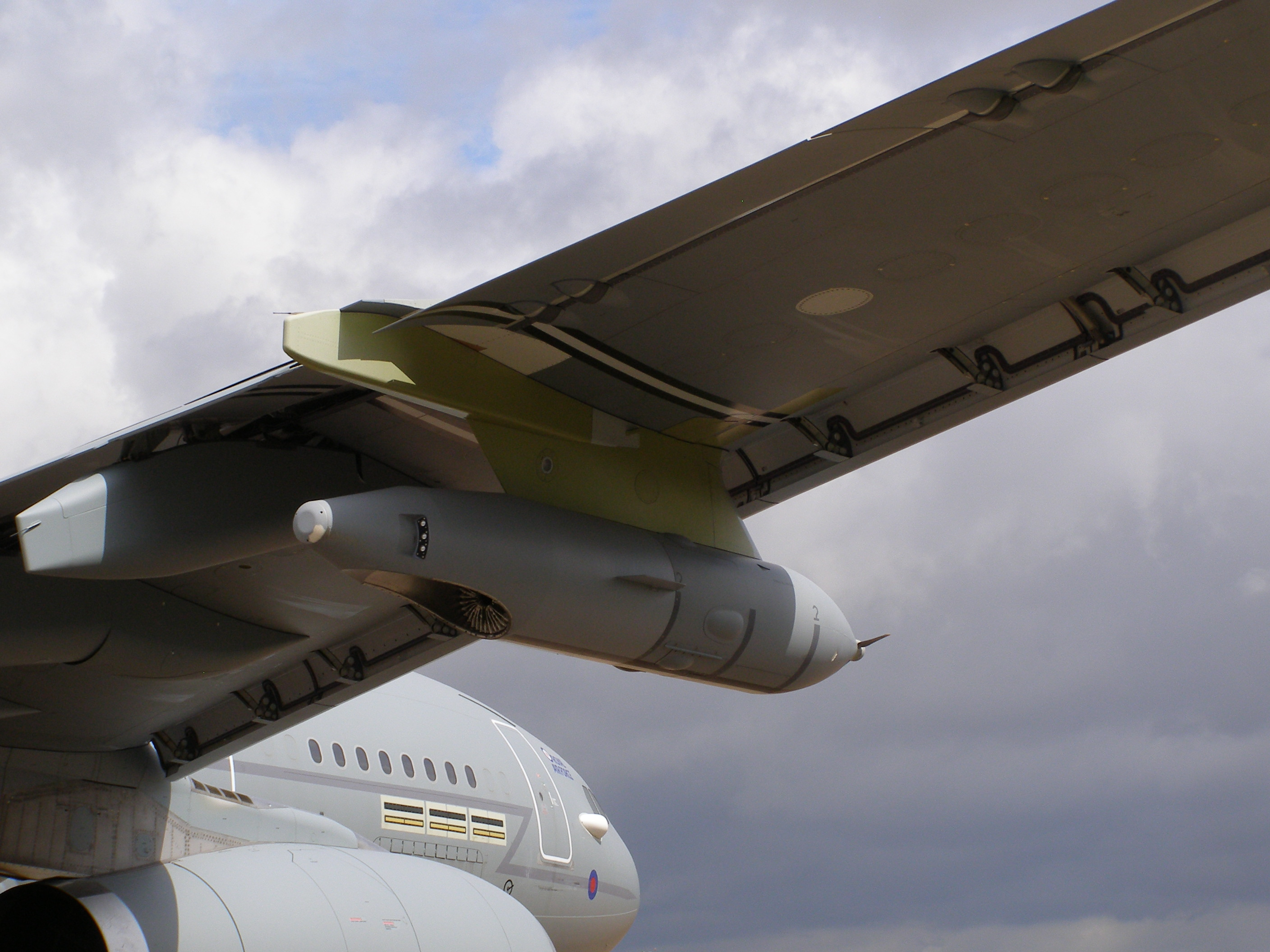
Une des nacelles de ravitaillement du Voyager britannique (Cobham 905E).

Auparavant, l'A330 MRTT était fabriqué toujours en tant qu'avion neuf. Cependant, Airbus a décidé de disposer l'A330 MRTT issu de l'appareil en occasion. Pour les clients, cette option peut réduire les coûts d'acquisition. À la suite de la pandémie du Covid-19 qui avait fait clouer les avions sur le tarmac, il existe un marché d'A330-200 en occasion qui ne compte que quelques années d'usage. Enfin, certaines compagnies aériennes préfèrent l'A350 et l'A330neo en remplaçant leurs A330 classiques, dans l'optique de réduire le coût d'exploitation. Ceux qui concernent sont l'Australie (2 exemplaires), le Brésil (2), le Canada (5), l'Espagne (3) et la France (2). S'il faut plus de modification sur les ailes pour configurer le système de carburant vers les deux nacelles, Airbus n'a subi aucun problème technique (Tous les A310 MRTT étaient des ravitailleurs en occasion). L'armée d'Australie avait déjà profité des deux ravitailleurs issus de la flotte de Qantas en 2017 (6e) et 2019 (7e). Puis le troisième exemplaire, acquis de la flotte d'Iberia, a été livré à l'armée d'Espagne en avril 2025.

## Capacités opérationnelles

### Flexibilité d'exploitation
Performance d'après le site officiel d'Airbus Military :
| mission                     | ravitaillement | carburant disponible                      | transport                                | autonomie de MRTT    | rayon d'action d'Eurofighter |
| --------------------------- | -------------- | ----------------------------------------- | ---------------------------------------- | -------------------- | ---------------------------- |
| sans mission                | —              | 111 tonnes au décollage                   | —                                        | 16 100 km            | —                            |
| transport                   | —              | 111 tonnes au décollage                   | 250 passagers, soit 20 tonnes environ    | 12 000 km            | —                            |
| transport                   | —              | 111 tonnes au décollage                   | 200 personnels de sauvetage et matériaux | 10 200 km            | —                            |
| transport                   | —              | 111 tonnes au décollage                   | 300 passagers et 43 tonnes de charge     | 8 400 km             |                              |
| ravitaillement 0            | tous           | 55 tonnes de ravitaillement sur 111       | —                                        | 1 852 km durant 4h30 | —                            |
| ravitaillement              | tous           | 64 tonnes de ravitaillement sur 111       | —                                        | 926 km durant 5h     | —                            |
| ravitaillement              | 4 Eurofighter  | 111 tonnes au total (MRTT et Eurofighter) | —                                        | ...                  | 6 700 km                     |
| ravitaillement et transport | 4 Eurofighter  | 111 tonnes au total (MRTT et Eurofighter) | 25 tonnes de charge                      | ...                  | 5 200 km                     |

« Cet appareil [KC-30A] est capable de faire effectuer agréablement le vol de l'Australie jusqu'aux États-Unis continentaux, pour 6 avions de chasse. Sa capacité en faveur de l'exploitation et du transport est quasiment deux fois plus, en comparaison du KC-10 Extender de la force aérienne américaine. »

— Gary Martin, ancien capitaine de transport auprès de la Royal Australian Air Force

### Ravitaillement en vol

#### Avions de chasse
L'A330 MRTT peut ravitailler la quasi-totalité des avions de chasse occidentaux. Il s'agit des Rafale, A-10, B1, F-15, F-16 ainsi que d'autres appareils,.
Le service aux avions de chasse américains fut réalisé en 2015 et en 2016. La Force aérienne des États-Unis voulait obtenir toutes les certifications de ravitaillement sans restriction. Dans cette optique, en 2015, le premier KC-30A (A39-001) a été envoyé à la base aérienne d'Edwards ainsi qu'à celle de Patuxent River,. Le KC-30A est le premier tanker qui a effectué le ravitaillement du Lockheed Martin F-35, en septembre 2015, selon Airbus. Cette capacité est importante, car, à la différence des appareils en métal, le fuselage en matériau composite du F-35 ne résiste pas à un choc involontaire de l'équipement de l'avion ravitailleur. La perche de l'A330 MRTT peut être correctement et directement placée dans le réceptacle de cet avion de chasse.
Airbus envisage alors le ravitaillement complètement autonome. À l'été 2022, à la suite d'une série d'essais, utilisant l'appareil de la Force aérienne de la république de Singapour et l'avion de chasse F-16, l'A330 MRTT obtint une certification pour ravitailler de façon quasiment automatique. Baptisé Auto'Mate, le nouveau système permet de ravitailler par un logiciel informatique, récemment développé, à l'aide des caméras, ce qui réduit la charge de travail de l'opérateur. La manœuvre sera encore améliorée. L'armée de l'Air américaine aussi s'intéresse de cette nouvelle technologie, désormais disponible avec l'A330 MRTT.

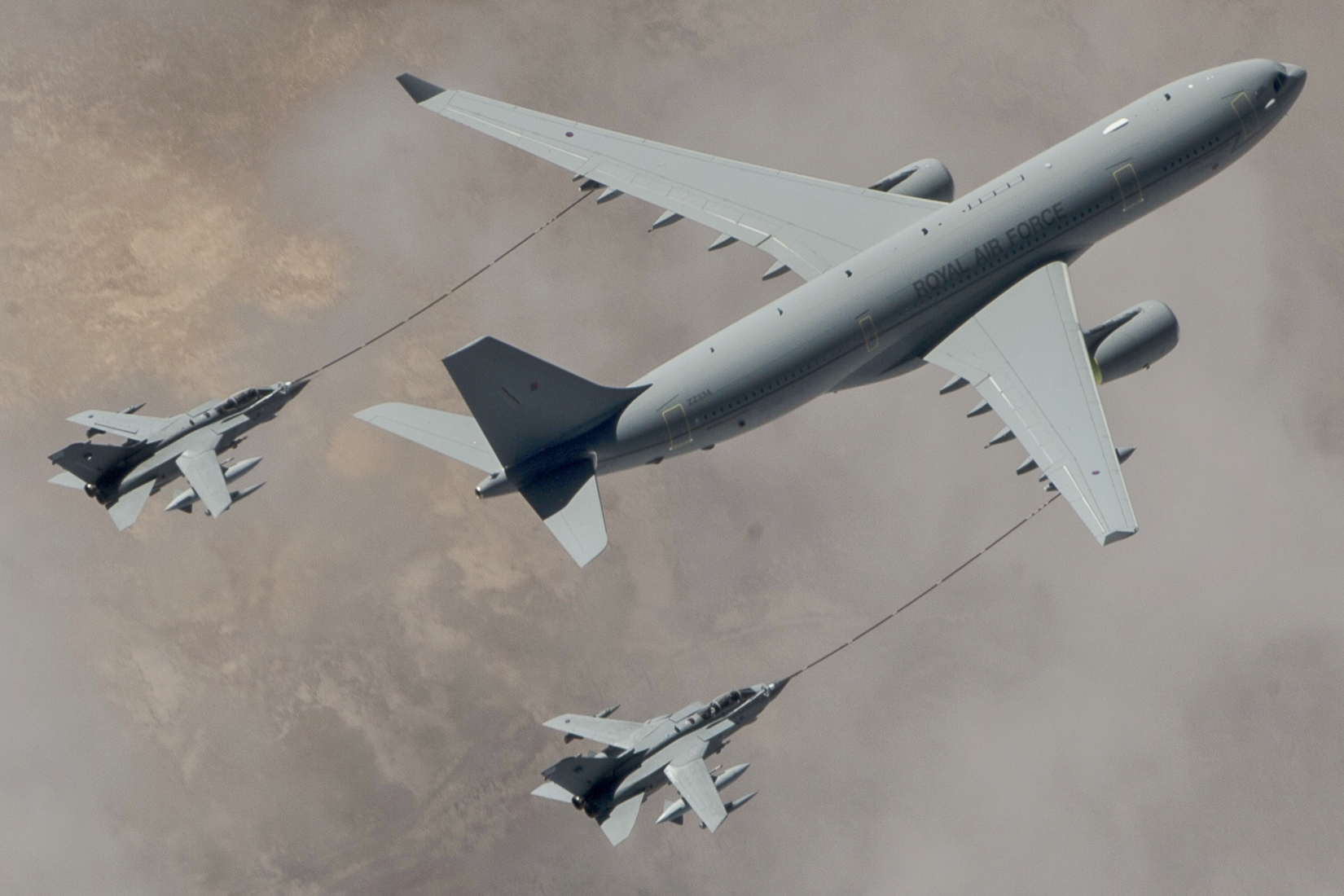
Voyager (RAF) > Panavia Tornado (RAF) : 2015
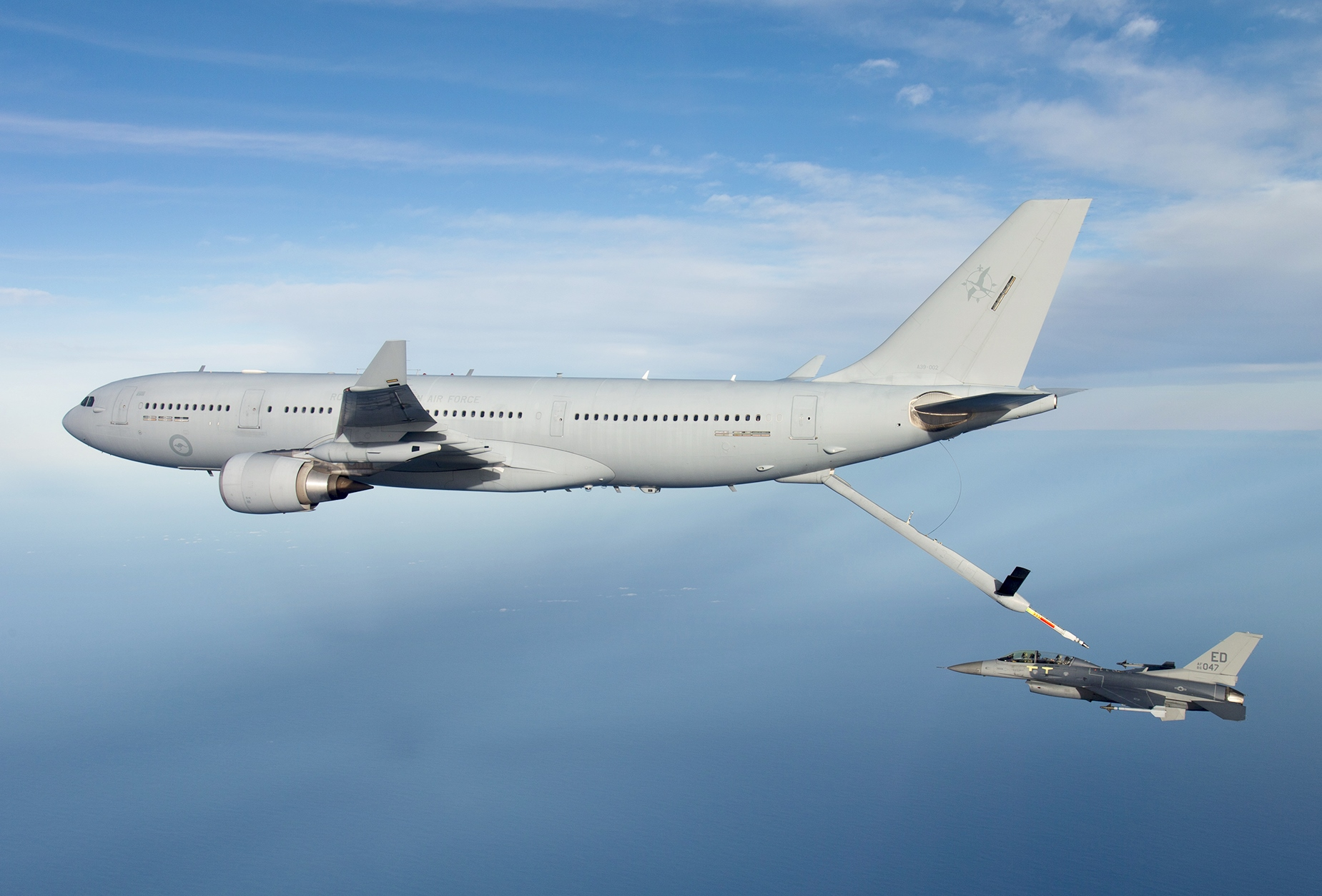
KC-30A (RAAF) > General Dynamics F-16 Fighting Falcon (USAF) : 2015
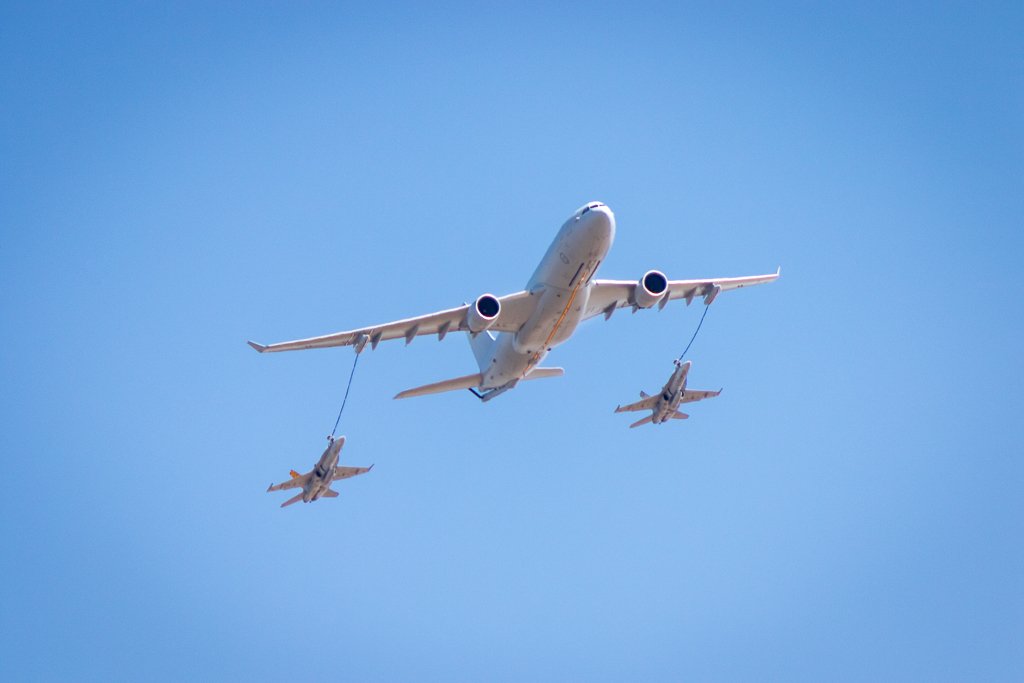
KC-30A (RAAF) > McDonnell Douglas F/A-18 Hornet (RAAF) : 2017
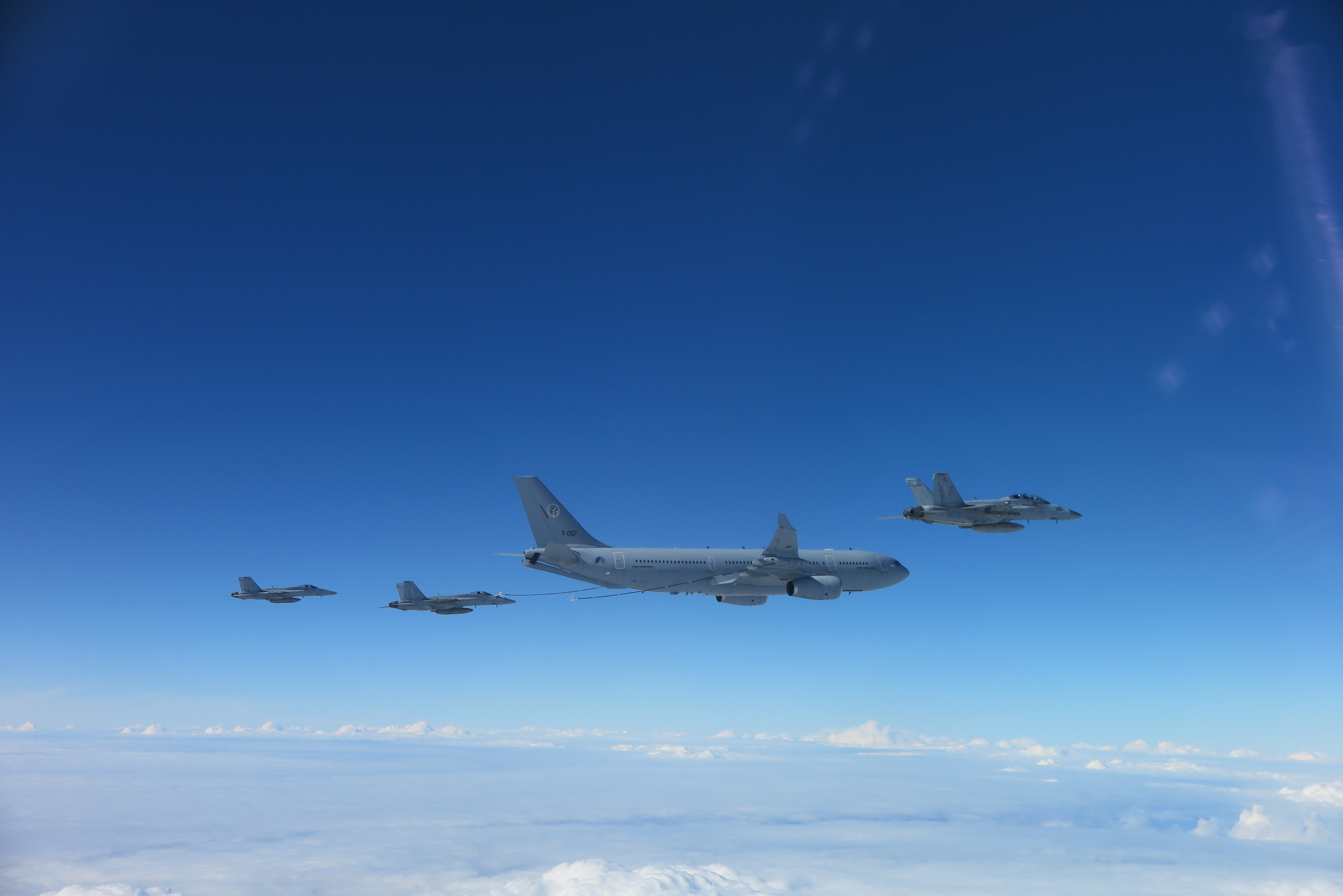
KC-30M (OTAN) > Boeing F/A-18E/F Super Hornet (US Navy) : 2022
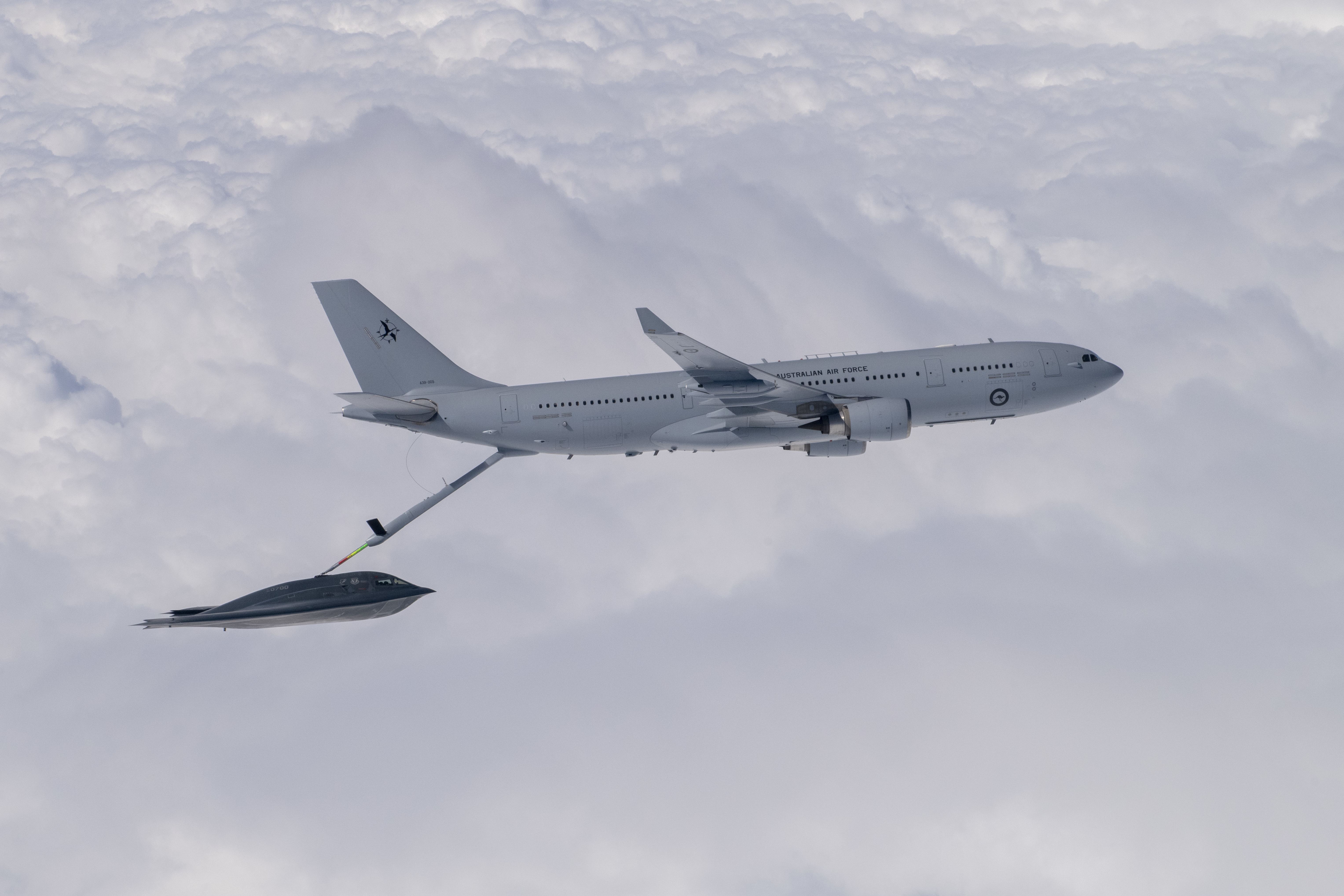
KC-30A (RAAF) > Northrop B-2 Spirit (USAF) : 2022

#### Grands appareils
Le système ARBS, qui est capable de délivrer 3 600 kg de carburant par minute, permet de ravitailler d'autres appareils de grande taille, avec une bonne efficacité. Ainsi, en juillet 2023, deux A330 MRTT britanniques ont effectué trois ravitaillements pour un A400M. Ce dernier a établi un record : un vol sans escale durant 20 heures et 36 minutes, de la RAF Brize Norton à l'Andersen Air Force Base de Guam.
En plus de l'A400M, l'A330 MRTT peut ravitailler, par exemple, les B-52H, C-130, C17, E-3 AWACS ainsi que d'autres A330 MRTT. En 2025, le ravitaillement pour 25 types d'appareil est autorisé.   

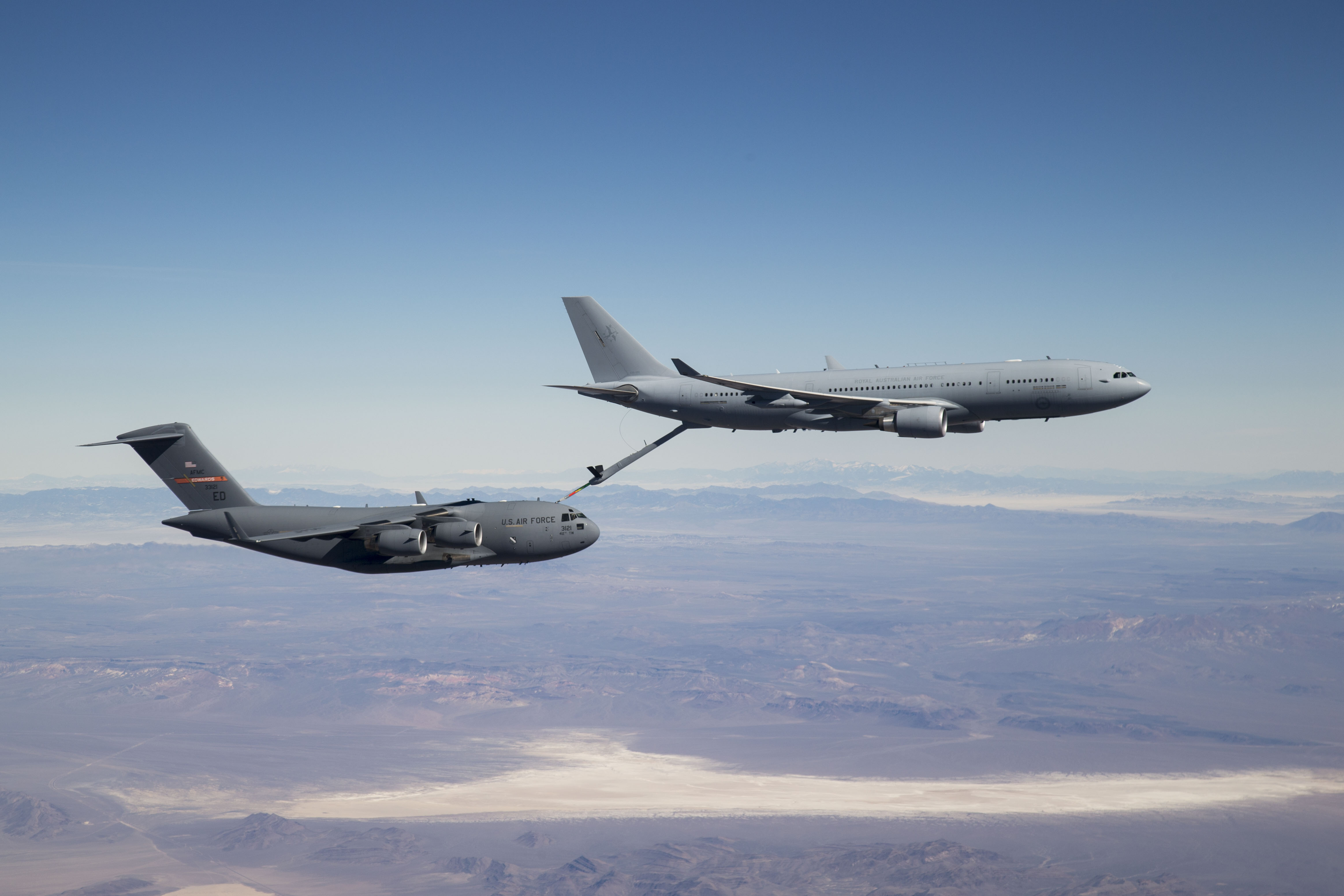
KC-30A (RAAF) > McDonnell Douglas C-17 Globemaster III (USAF) : 2016
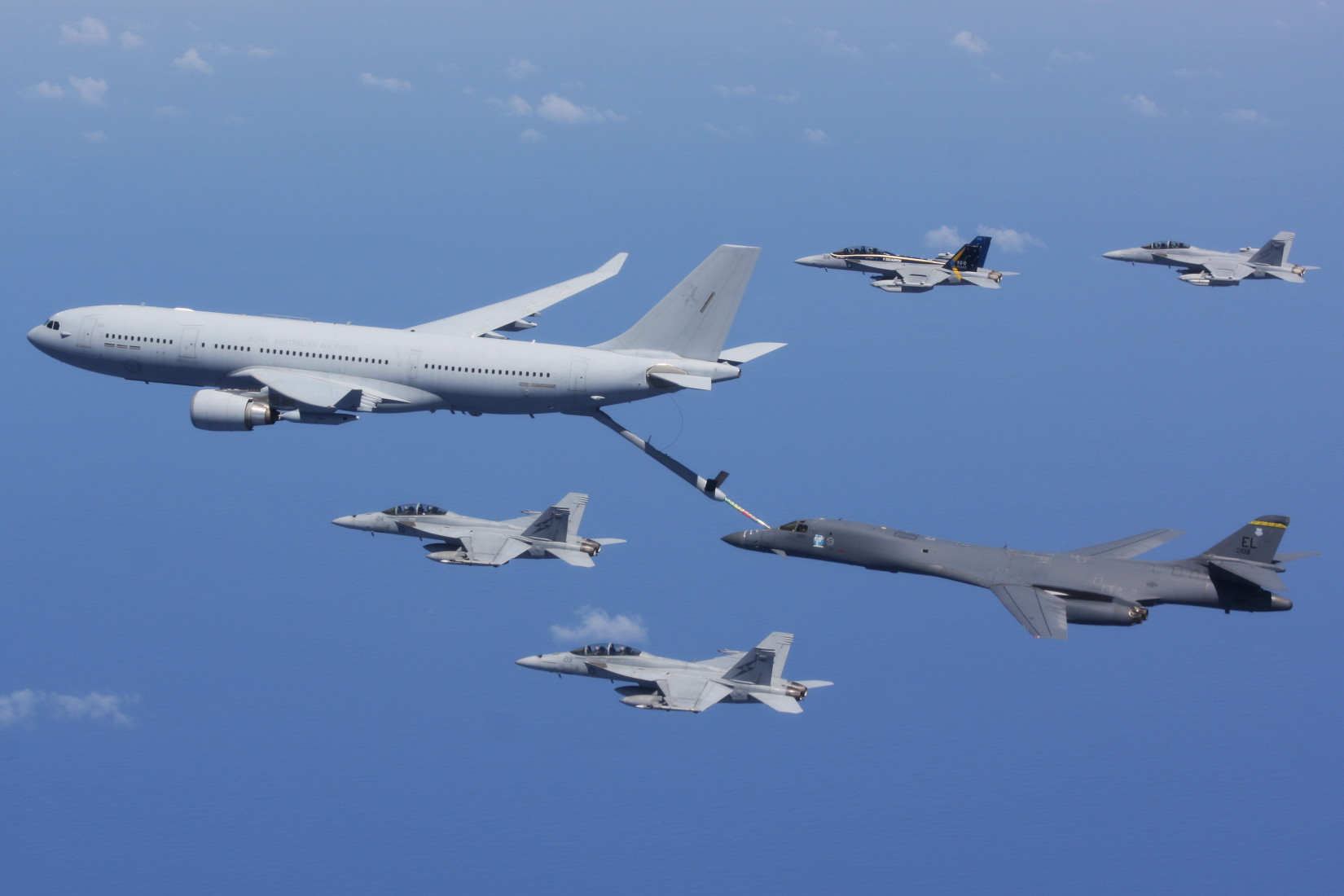
KC-30A (RAAF) > Rockwell B-1 Lancer (USAF) : 2017

À partir de 2023, la certification de ravitaillement avec les RC-135 et A-10C aussi est en cours. En effet, à la suite de l'augmentation des tensions sur les régions de l'Asie-Pacifique, la disponibilité du KC-30A australien devint très importante pour l'armée de l'Air américaine.

#### Ravitaillement automatique
En août 2023, durant trois semaines, Airbus et l'armée de l'Air de la République de Singapour (RSAF) ont effectué plus de 500 contacts automatisés entre un A330 MRTT et des avions de chasse, dans l'optique de vérifier le fonctionnement de l'appareil. Le système ARBS de transmission de carburant a été testé dans différentes conditions météorologiques. Ses objectifs sont de réduire la charge de l'opérateur et d'améliorer la sécurité.
En mai et juin 2024, l'A330 MRTT de la RSAF a effectué le ravitaillement nocturne automatique, avec un nouveau système A3R (automatic air-to-air refueling) et avec des caméras évoluées adaptées à une mission en pleine nuit. La certification est attendue en 2025. Cette technologie a une forte importance, car elle permet d'effectuer le ravitaillement de nuit sans aucun éclairage externe, ce qui augmente la sécurité de mission avec une détectabilité réduite.

### Transport VIP
L'A330 MRTT peut optimiser le transport VIP. En général, l'appareil présidentiel reste coûteux, en raison de son utilisation moins fréquente. Au contraire, l'A330 MRTT VIP s'adapte à plusieurs missions y compris le ravitaillement.
En novembre 2015, le gouvernement britannique décida de convertir l'un de ses Voyager en appareil gouvernemental. Si la conversion coûta 15 millions de dollars, l'appareil destiné à cette mission pourra économiser 1,2 million de dollars par an pendant 20 ans. Grâce aux exploitations supplémentaires, cet exemplaire VIP ne coûtera que 3 000 dollars par heure, au lieu de la location à 10 000 dollars environ (voir aussi Appareil VIP). Cette décision de conversion fut suivie, en 2019, par celle du gouvernement australien.
L'un des MRTT français peut remplacer également l'A330-223 présidentiel actuel (MSN240, construit en 1998).

### Évacuation sanitaire

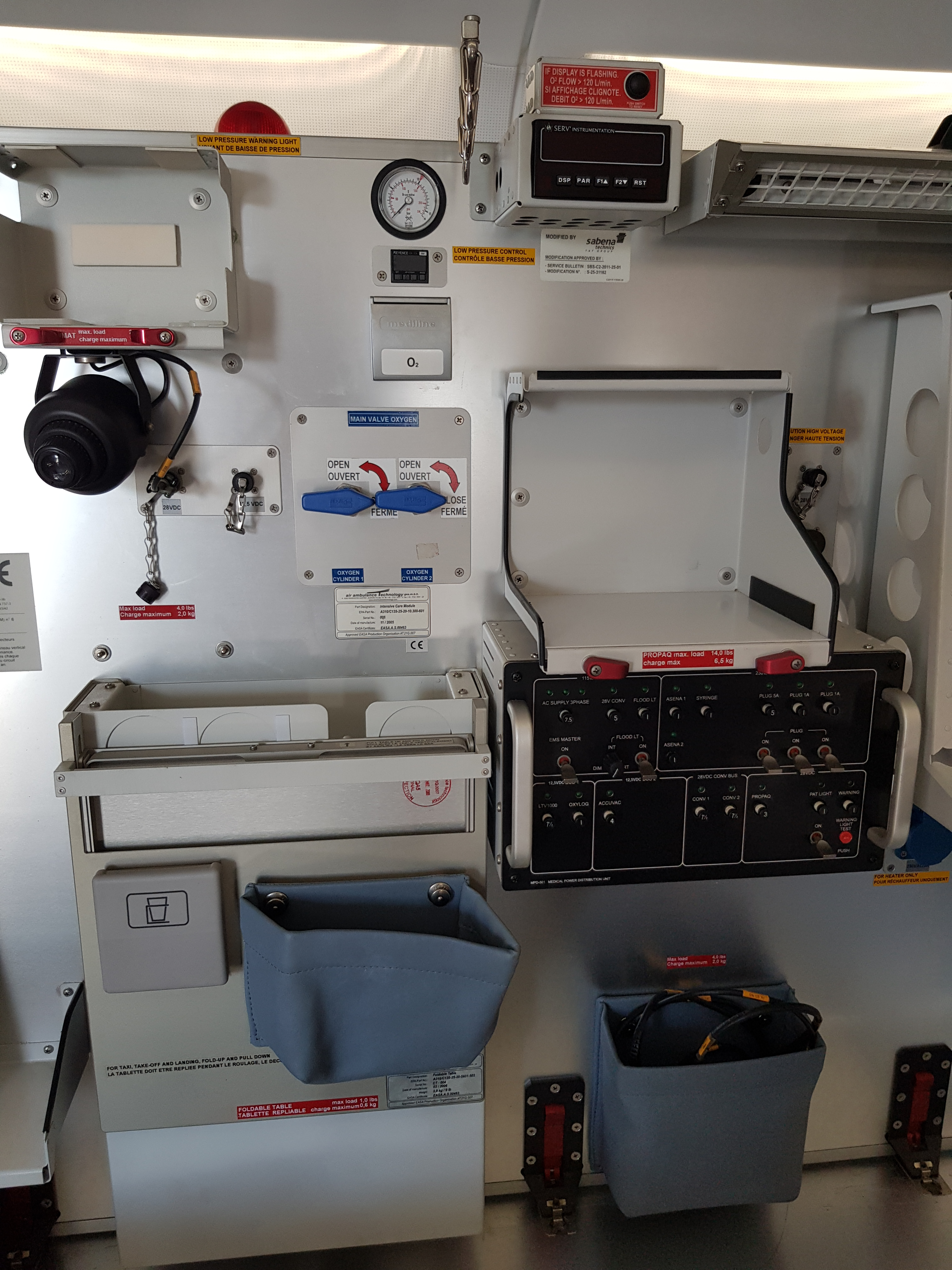
Kit Morphée d'un Phénix.

La cabine de l'A330 MRTT peut être configurée pour le transport aéromédicalisé de blessés dans le cadre d'évacuations sanitaires (Evasan). En France, les Phénix peuvent être équipés au choix du kit Morphée (module de réanimation pour patient à haute élongation d'évacuation) ou du CM30. Ce kit permet la prise en charge de douze patients dans un état grave en configuration ICM (Intensive Care Module) ou LCM (Light Care Module) tandis que le CM30 permet d’accueillir jusqu'à trente blessés légers, le tout en complément de l'emport de 88 passagers et du fret en soutes inférieures. Une configuration d'opportunité comprend deux civières pour une évacuation médicale d’opportunité en complément des 256 passagers et du fret en soutes inférieures. L'OTAN possède un MRTT en configuration d'évacuation sanitaire, T-056. Cet appareil placé à Cologne est, dans cet objectif, opérationnel 24 heures sur 24, 365 jours sur 365.

## Utilisateurs

### Commandes et livraisons
| Date              | Pays                  | Opérateur                                    | Dénomination  | Unités opérationnelles                                              | Première livraison | Commandes (juin 2025), | Livraisons (juin 2025) |
| ----------------- | --------------------- | -------------------------------------------- | ------------- | ------------------------------------------------------------------- | ------------------ | ---------------------- | ---------------------- |
| janvier 2008      | Arabie saoudite       | Force aérienne royale saoudienne             |               | No. 24 Squadron (en)                                                | février 2013       | 10                     | 6                      |
| avril 2014        | Australie             | Force aérienne royale australienne           | KC-30A        | No. 33 Squadron (en)                                                | 29 décembre 2011   | 7                      | 7                      |
| juin 2021         | Brésil                | Force aérienne brésilienne                   | KC-30         |                                                                     |                    | 2                      | 0                      |
| 25 juillet 2023   | Canada                | Aviation royale canadienne                   | CC-330 Husky  | 437e Escadron de transport                                          | prévue 2027        | 9                      | 0                      |
| 30 juin 2015      | Corée du Sud          | Force aérienne de la République de Corée     | KC-330 Cygnus | 5th Air Mobility Wing                                               | 30 janvier 2019    | 4                      | 4                      |
| février 2008      | Émirats arabes unis   | Force aérienne des Émirats arabes unis       |               | Air Refuelling Squadron                                             | 31 juillet 2013    | 5                      | 5                      |
| juin 2021         | Espagne               | Armée de l'air espagnole                     |               | 45 Grupo de Fuerzas Aéreas (es)                                     | 11 avril 2025      | 3                      | 1                      |
| 15 décembre 2015  | France                | Armée de l'air française                     | Phénix        | 31e escadre aérienne de ravitaillement et de transport stratégiques | 27 septembre 2018  | 15                     | 12                     |
| février 2005      | Royaume-Uni           | Royal Air Force                              | Voyager       | No. 10 Squadron No. 101 Squadron                                    | 1er août 2014      | 14 - 3                 | 11 MRTT + 3 civils     |
| 7 mars 2014       | Singapour             | Force aérienne de la République de Singapour |               | 112 Squadron                                                        | 14 août 2018       | 6                      | 6                      |
| 28 juillet 2016   | Pays-Bas + Luxembourg | OTAN : Multinational MRTT Fleet (MMF)        | KC-30M        |                                                                     | 30 juin 2020       | 12                     | 9                      |
| 25 septembre 2017 | Allemagne + Norvège   | OTAN : Multinational MRTT Fleet (MMF)        | KC-30M        |                                                                     | 30 juin 2020       | 12                     | 9                      |
| 1er mars 2018     | Belgique              | OTAN : Multinational MRTT Fleet (MMF)        | KC-30M        |                                                                     | 30 juin 2020       | 12                     | 9                      |
| 24 octobre 2019   | Tchéquie              | OTAN : Multinational MRTT Fleet (MMF)        | KC-30M        |                                                                     | 30 juin 2020       | 12                     | 9                      |
| 24 juin 2025      | Danemark + Suède      | OTAN : Multinational MRTT Fleet (MMF)        | KC-30M        |                                                                     | 30 juin 2020       | 12                     | 9                      |
| Total             | 17 pays               |                                              |               |                                                                     |                    | 84                     | 61                     |

Pays utilisateurs des A330 MRTT.

L'installation des matériels de ravitaillement est effectuée totalement ou partiellement dans l'usine d'Airbus Military de Getafe en Espagne, après leur construction à Toulouse. Les appareils prennent alors l'immatriculation provisoire commençant par les lettres MRTT, ainsi que celle de l'Espagne, EC-33x. Certains appareils sont restés à Getafe après leur livraison, comme le MSN747 ainsi que les trois premiers appareils pour la force aérienne de l'Arabie saoudite. Notamment, la livraison de MSN747 fut particulièrement tardive en raison des vols d'essais pour le constructeur en Espagne. En conséquence, la date de livraison légale et celle de vol de livraison n'est pas nécessairement identique.
Les MSN871, 925, 980 et 996 furent construits pour les prototypes du programme KC-45A. Contrat annulé, les MSN871 et 925 ont été livrés en tant qu'appareils civils.
À la suite de la retraite du prototype de l'A310 MRTT en 2024, Airbus possède son propre appareil d'essai (MSN655, A330-203 MRTT).

### Australie

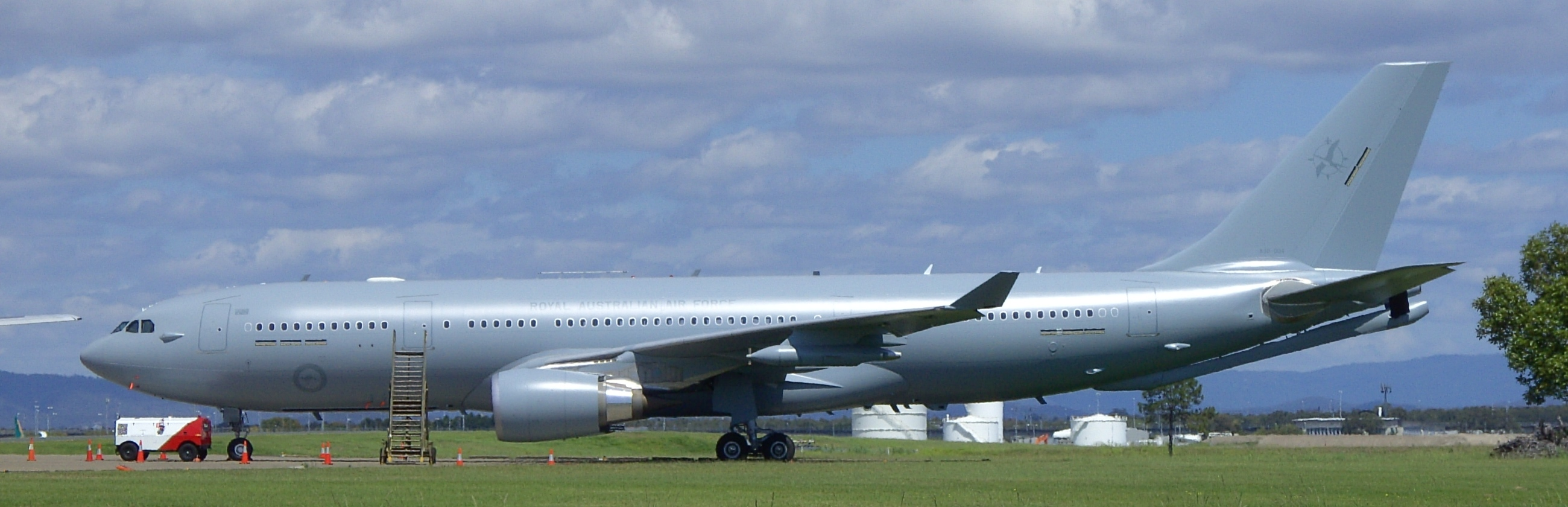
A39-004 (KC-30A) auprès de Qantas Defence Services à Brisbane le 6 novembre 2011, juste avant sa livraison.

La Force aérienne royale australienne est le premier client de l'A330 MRTT. L'acquisition de cinq exemplaires fut annoncée en avril 2004 pour le remplacement de ses Boeing KC-135 Stratotanker. Si le premier exemplaire, prototype de l'A330 MRTT, devait être construit à Séville jusqu'à la fin de développement, les quatre exemplaires suivants sont fournis, d'après le contrat secondaire, à Qantas Defence Services, qui assure également le support opérationnel des appareils sur vingt ans. Ils sont exploités sous l’appellation KC-30A et opèrent dans le No 33 squadron sur la base aérienne d’Amberley, près de Brisbane.
Le prototype MSN747 (F-WWYI) fut d'abord assemblé à Toulouse en tant qu'A330-203 et effectua son premier vol d'essai le 30 mars 2006. Puis, l'appareil fut transféré à Getafe où EADS réalisa la conversion en MRTT. Le vol d'essai de premier tanker eut lieu le 15 juin 2007. Cependant, ce premier KC-30A n'arriva à sa base australienne qu'en 2012 car il fut longtemps basé en Espagne en tant que prototype pour des vols d'essai. Il fut légalement livré le 29 décembre 2011 après avoir reçu plusieurs modifications définitives. Ainsi les appareils A39-002, 003 et 004 furent livrés plus tôt. Le dernier exemplaire est livré en novembre 2012.
Alors que les avions australiens sont traditionnellement équipés de réacteurs Rolls-Royce, la force australienne adopta le moteur General Electric CF6-80E1A3 (2 × 304,8 kN, 320 kN au maximum). Ce réacteur est identique à ceux des A330-203/303 de la compagnie aérienne Qantas. Puis, en juin 2015, le gouvernement fédéral autorisa l'acquisition de deux appareils A330-203, exploités par Qantas, dans l'optique de leur conversion. Et en février 2016, il décida de convertir l'un de ses appareils en version VIP, ou GTC (Government Transport and Communications). L'A39-007, converti en Espagne jusqu'en septembre 2017, fut envoyé au centre Lufthansa Technik à Hambourg. Avec 187,7 millions de dollars de coût, y fut effectuée l'installation des appareils GTC, de la salle de réunion ainsi que deux sièges de première classe. Livraison réalisée en mai 2019, cet appareil effectua son premier vol gouvernemental en septembre, en faveur du Premier ministre Scott Morrison qui se déplaça aux États-Unis.

### Arabie saoudite

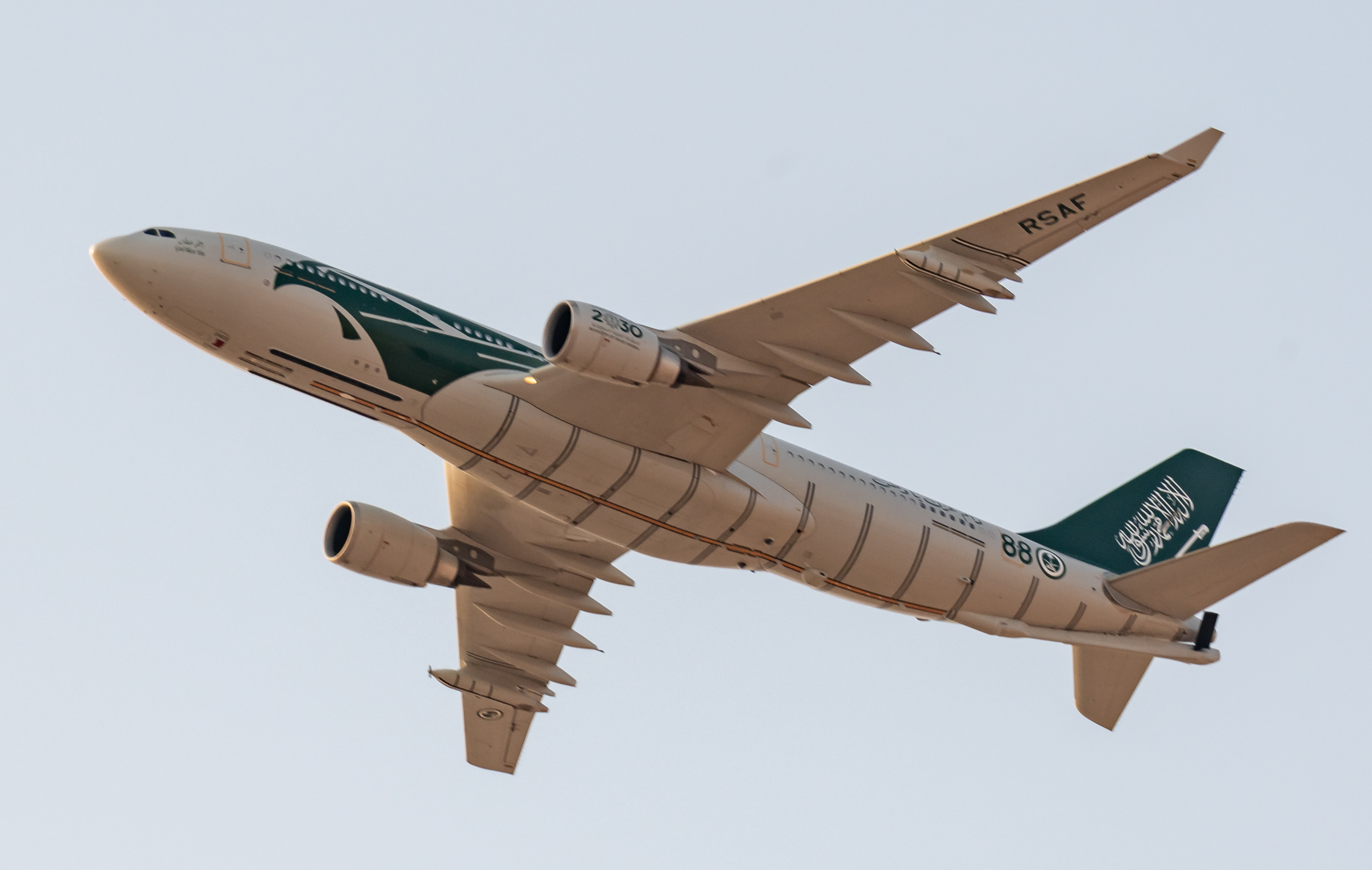
A330 MRTT saoudien arborant une livrée spéciale pour les 88 ans de la fête nationale saoudienne.

Après son annonce provisoire en février 2007 pour 3 exemplaires, la commande ferme fut signée en janvier 2008. Puis, l'acquisition fut doublée en juillet 2009, donc jusqu'à 6 appareils. À partir du mois de mars 2011, le premier exemplaire effectua ses vols d'essai et le MSN1235 arriva à sa base le 23 janvier 2013. En février, l'appareil entra en service. Parmi les trois premiers appareils, deux exemplaires furent exceptionnellement convertis par Iberia, auprès de son atelier situé à Barajas. Par ailleurs, l'armée de l'Air de l'Arabie saoudite est un des deux seuls clients qui exploitent l'A330-202 MRTT s'équipant de deux réacteurs GE CF6-80E1A4 (2 × 297,44 kN) qui sont moins puissants. En juin 2015, le dernier appareil MSN1516 fut livré. En juillet 2024, ce pays commande quatre appareils supplémentaires (début de livraison en 2027), portant sa flotte à un total de dix avions. Selon la liste de production, ces quatre appareils seront A330-243 MRTT, comme la plupart des clients.

### Brésil
Le Brésil lance en 2011 le programme KC-X2 pour le remplacement des KC-135 de la force aérienne brésilienne qui est alors remporté par le Boeing 767 MMTT de IAI en 2013 face à l'Airbus A330 MRTT et au Boeing KC-46. Cependant, la compétition est par la suite annulée.
En janvier 2021, le président brésilien Jair Bolsonaro annonce lors d'une émission en direct la préparation pour l'achat de deux A330 MRTT. Un nouveau programme KC-X3 est alors lancé. Il repose sur l'acquisition de deux appareils civils A330-200, dont la construction doit être postérieure au 1er janvier 2014, et qui seront convertis en MRTT par Airbus. Le premier appareil FAB2901 est réceptionné le 24 juillet 2022 (MSN1492) tandis que FAB2902 a été acquis le 24 octobre 2022 (MSN1508).

### Canada
L'A330 MRTT est sélectionné en 2021 dans le cadre du programme ASTRV (Avion stratégique de transport et de ravitaillement en vol) de l'Aviation royale canadienne. Cette acquisition permet à l'Aviation royale canadienne de remplacer les CC-150 Polaris en fin de vie. L'Airbus A330 MRTT était confronté au Boeing KC-46 qui n'a pas été retenu en raison de ses difficultés de développement.
Une demande formelle est adressée le 13 mai 2022 pour six appareils avec pour objectif que le premier exemplaire soit opérationnel en 2028. Mais finalement, le ministère de la Défense nationale annonce l'acquisition de deux A330-200 d’occasion auprès de la société International AirFinance Corporation pour un montant de 102 millions de dollars canadiens. Ils seront dans un premier temps configurés pour une utilisation commerciale à longue distance pour assurer du transport fret, de personnel militaire et de passagers puis ils seront ultérieurement livrés à Airbus qui se chargera de leur transformation. Le premier appareil est receptionné le 31 mai 2023 par les Forces armées canadiennes avec l'immatriculation 330002. Le 25 juillet 2023, les Forces armées canadiennes officialisent l'acquisition à terme de 9 appareils auprès d'Airbus pour un montant de 3,6 milliards de dollars canadiens. Le contrat prévoit l'acquisition de 4 nouveaux appareils et la conversion de 5 A330-200 d'occasion dont deux premiers appareils déjà acquis. Les trois autres appareils seront acquis au début de juillet 2023 pour un coût de 150 millions de dollars américains. À noter que pour l'heure Airbus ne s'est vu notifier une commande que pour 8 A330 MRTT.

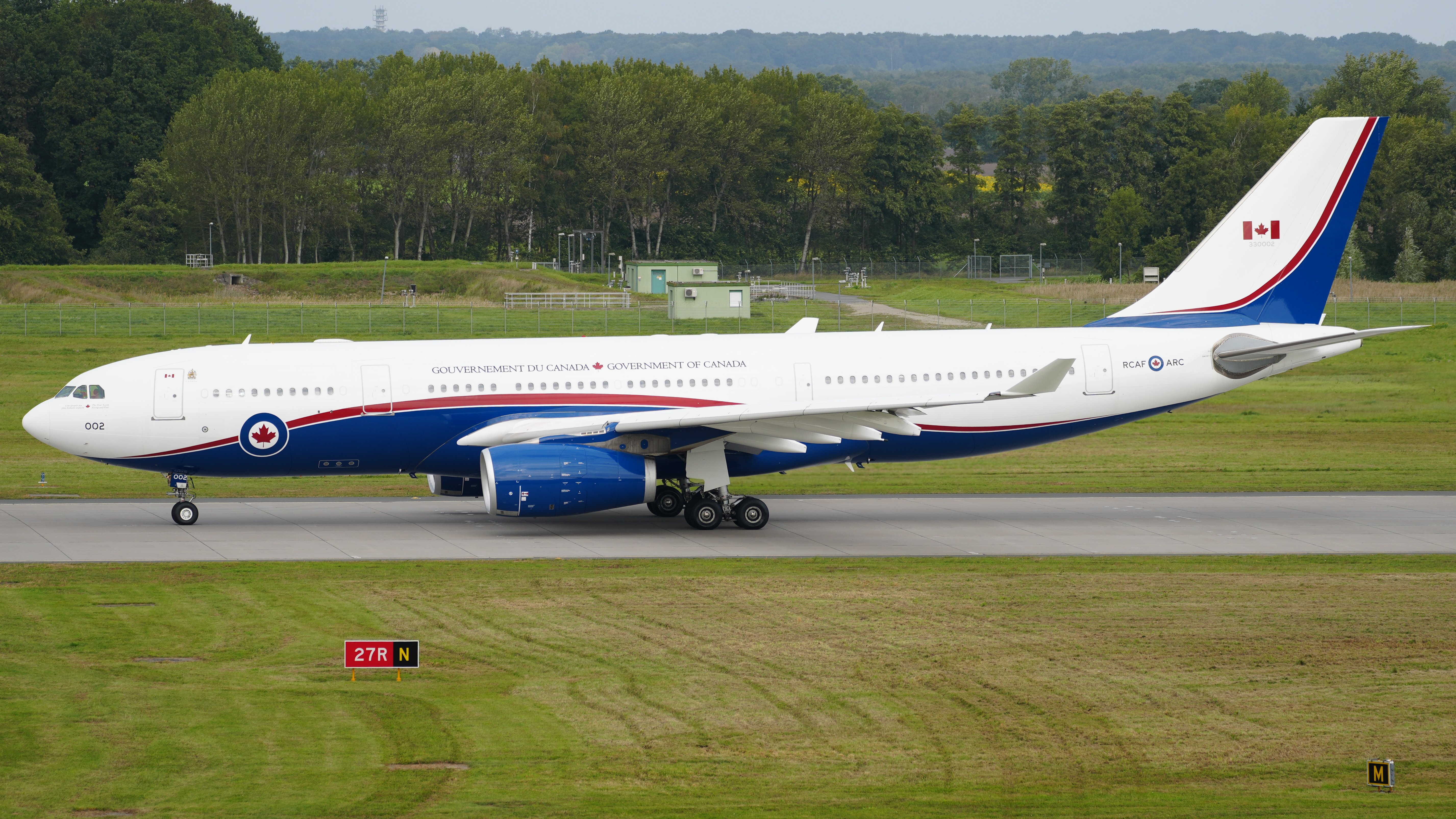
330002 (A330-243 en occasion), appareil VIP acquis en 2023 et attendant la conversion.

L'appareil est exploité sous la dénomination de CC-330 Husky « en raison de sa longue histoire avec le 437e Escadron de transport de l’ARC, qui exploitera le nouvel aéronef polyvalent. Le chien husky est connu pour sa grande endurance et sa capacité à résister au froid, sa fiabilité inébranlable et sa robustesse en général. Depuis 1944, le husky sert de mascotte à l’escadron, et l’emblème du husky orne fièrement l’écusson de l’escadron, symbolisant l’esprit et les valeurs incarnés par cette race remarquable. De plus, lors des vols d’entraînement locaux, le 437e Escadron utilise l’indicatif d’appel « Husky » ».
Selon le gouvernement du Canada, en juin 2025 un A330 neuf (330006 ou Husky 006) a quitté l'usine de Toulouse et est arrivé à Getafe pour la conversion, dont la livraison est prévue en 2027,.

### Corée du Sud
La Corée du Sud annonce le 30 juin 2015 commander quatre exemplaires de l'A330 MRTT pour un montant total de 1,19 milliard d’euros, à la suite d'un appel d'offres lancé en 2013. Il était en compétition face au Boeing KC-46 et au IAI B767-300 Multi Mission Tanker Transport (MMTT). La commande est officialisée en septembre 2015. Contrairement à d'autres utilisateurs, les A330 MRTT, dénommés localement KC-330 Cygnus (ko), ce nom a été choisi après que l'armée de l'Air de la République de Corée a organisé un concours parmi les soldats et a réussi un comité d'examen de novembre 2018 à janvier 2019,. Ils sont dépourvus de nacelles de ravitaillements sous les ailes car les appareils de la Force aérienne de la République de Corée (F-15K Slam Eagle et F-16C/D Block-32) sont uniquement équipés d'un réceptacle pour des ravitaillements rigides ou boom. Le premier appareil est livré le 30 janvier 2019 sur la base aérienne de Gimhae à Busan,,.
Il ne s'agit pas seulement d'un ravitailleur aérien, mais il sert aussi d'avion de transport pour le déploiement du personnel,,.
Avec plus de 400 avions de chasse, l'armée aurait besoin de deux exemplaires supplémentaires. Le 29 décembre 2022, le gouvernement a annoncé qu'il étudie cette possibilité et le comité de promotion aurait validé le projet.

### Émirats arabes unis
Le projet d'acquisition de trois exemplaires est formellement annoncé le 19 février 2007 par la force aérienne des Émirats arabes unis qui avait déjà signé un mémorandum (MoU) avec EADS. Le contrat est transformé en commande ferme en février 2008. Les essais de qualification pour ses avions de chasse (Mirage 2000 et F-16) se terminent en mars 2012. Les trois exemplaires sont livrés en 2013. Le premier appareil est livré en février 2013,.
Les Émirats arabes unis montrèrent de l'intérêt pour l'acquisition de nouveaux appareils pour soutenir son effort dans la guerre civile yéménite. Mais en raison de l'opposition de l'Allemagne à l'exportation de matériel militaire vers les pays engagés dans le conflit, les Émirats arabes unis tentèrent sans succès d'acquérir trois exemplaires du Boeing KC-46. Ils annoncèrent une commande (en réalité une demande d'information) pour commander trois exemplaires supplémentaires de l'Airbus A330 MRTT lors du salon aéronautique de Dubaï en novembre 2019,. Une commande pour deux appareils supplémentaires est officiellement annoncée dès l’ouverture du salon aéronautique de Dubaï 2021. Le montant du contrat s'élève à 587 millions d’euros. Il inclut la livraison des deux appareils pour 2024 et la mise à niveaux des trois précédents appareils. Les livraisons de MSN2023 et MSN2036 ont été effectuées en 2024 et 2025.

### Espagne
L'Espagne a émis l'intention de signer pour deux exemplaires en 2016 en raison de l'assemblage des appareils dans son usine de Séville et afin de remplacer ses ravitailleurs Boeing 707, retirés de la flotte à l'été 2016. Mais le contrat de 600 millions d'euros fut finalement annulé et l'Ejercito del Aire envisagea de louer un ou deux appareils à la compagnie britannique Air Tanker.
Un accord est finalement trouvé en 2020 entre le gouvernement espagnol et Airbus dans le cadre d'un plan de soutien au secteur aéronautique national à la suite de la pandémie de Covid-19. Le président Pedro Sánchez annonce en juin 2021, la commande de trois A330 MRTT pour 675 millions d'euros. Ces trois appareils sont basés sur des avions d'occasion acquis auprès d'Iberia qu'Airbus transformera en avions ravitailleurs,. Le paiement s'effectue en cinq tranches entre 2021 et 2025, avec un premier versement de 148 millions d'euros en 2021. Le premier appareil pour le transport conventionnel est remis à la force aérienne espagnole fin 2021 tandis que les deux autres appareils seront directement livrés en configuration MRTT,. Ils seront affectés au 45 Grupo de Fuerzas Aéreas (es) implanté sur la base aérienne de Torrejón de Ardoz près de Madrid,.
En avril 2025, le premier appareil converti (MSN1700) est entré en service. Cet A330-202 MRTT ne dispose pas d'ARBS (Aerial Refueling Boom System). Les deux autres avions de cette armée sont en conversion,.

### France

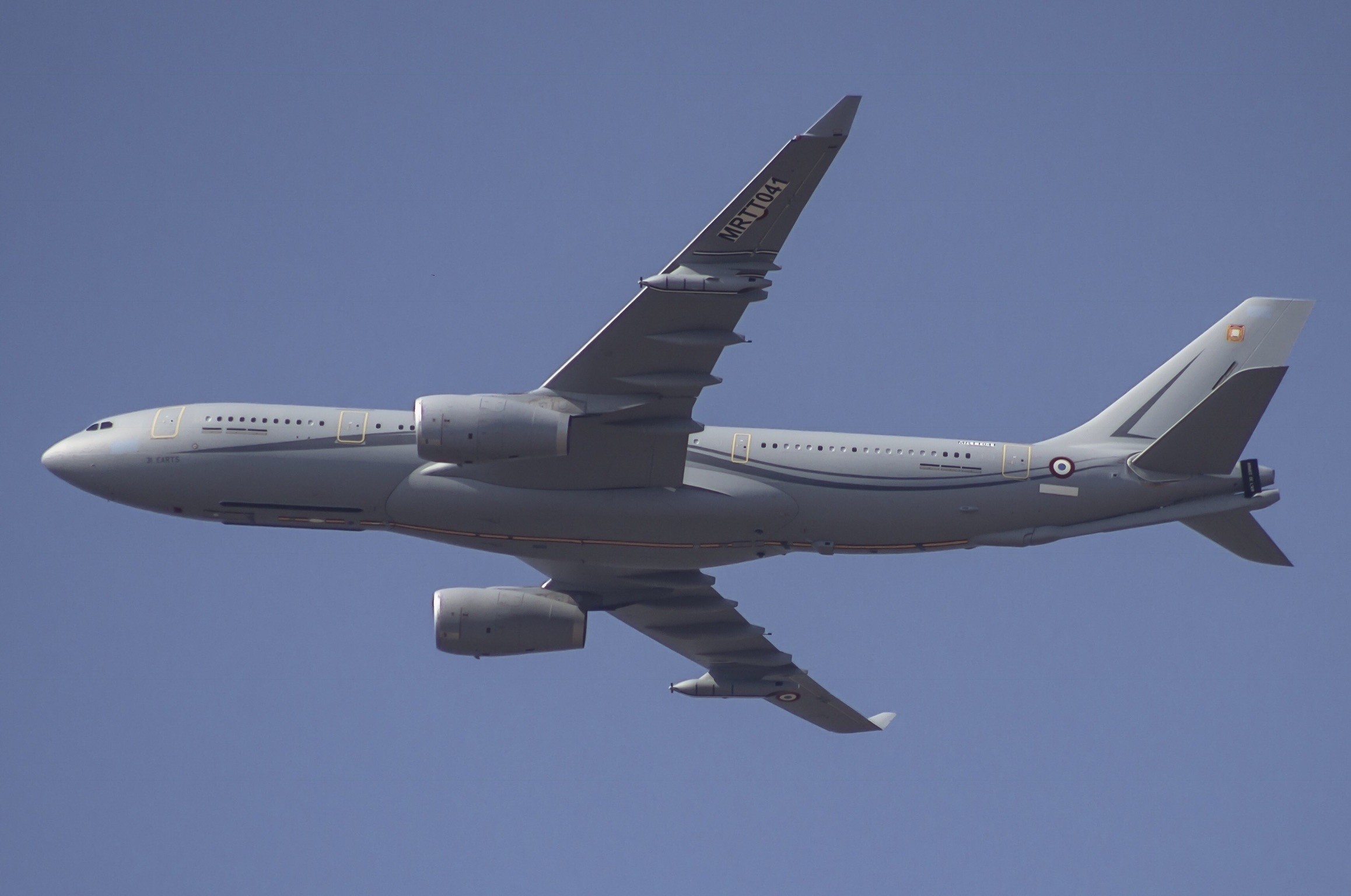
Premier appareil de Phénix en vol d'essai (juillet 2018).

À la suite du retrait du navire école Jeanne d'Arc, la flotte d'onze C-135FR et de trois KC-135RG constitue les plus anciens matériels encore en service dans l'armée française avec plus de cinquante années au compteur et un coût d’heure de vol très élevé (23 000 euros). Leur remplacement devenant urgent, notamment dans le cadre des forces aériennes stratégiques, la ministre de la Défense Michèle Alliot-Marie approuve le 19 avril 2007 un programme envisageant l'acquisition de 14 exemplaires de l'A330 MRTT. Par rapport à son aîné, l'A330 MRTT permet de délivrer 50 t de carburant contre 17 t. Si, à cette époque-là, l'arrivée du premier appareil est prévue pour 2015, on envisage déjà le retard du lancement du programme, en raison de contraintes budgétaires. Outre les C/KC-135FR/RG, les A330 MRTT doivent aussi remplacer les A310 et A340 de l’escadron de transport 3/60 Esterel.

#### Projet d'acquisition
La commande de quatorze exemplaires est officialisée dans la loi de programmation militaire (2014-2019) pour un montant évalué à 2,3 milliards d'euros avec une livraison dès 2017. Bien que le ministre de la Défense Gérard Longuet rappelle la nécessité d'une commande, cette annonce tarde à arriver en raison des contraintes budgétaires. L'intervention militaire de 2011 en Libye rappelle la dépendance de la France aux moyens de ravitaillement américains. Il est un temps proposé de commander entre cinq et sept appareils en 2013, puis Jean-Yves Le Drian annonce la commande de quatorze appareils pour 2013 lors d'un déplacement en Espagne le 19 octobre 2012.
Le contrat étant toujours repoussé, le livre blanc sur la défense et la sécurité nationale 2013 réduit finalement la commande à douze appareils. Afin de faciliter l'acquisition des premiers exemplaires mais aussi pour des contraintes budgétaires, les spécifications sont réduites pour raccourcir les délais de développement. Ainsi, les deux premiers exemplaires devraient être dépourvus de portes cargo, de liaison SatCom et de capacité à être ravitaillé (réceptacle UARRSI ou Universal Aerial Refueling Receptacle Slipway Installation). De même, sur les quatre points de ravitaillement, le tuyau souple en position ventrale (Fuselage Refueling Unit, ou FRU) est supprimé. Néanmoins les appareils doivent être rénovés lors de la loi de programmation militaire suivante,. Le projet de loi de finances prévoit 360 millions d'euros en 2013 dans ce programme, dont le coût total devait dépasser deux milliards d'euros pour l'acquisition des douze appareils.
Après l'annonce, lors d’une audition par le ministre de la Défense Jean-Yves Le Drian devant la commission de la défense de l’Assemblée nationale le 1er octobre 2014, la signature du contrat de l'achat de douze appareils est finalement annoncée en novembre 2014. Le montant est estimé à trois milliards d'euros. À cette occasion, le ministre dévoile que les A330 MRTT allaient porter le nom de Phénix : « Le nom qui a été retenu est « Phénix », Airbus A330 « Phénix ». Ce choix n’est pas anodin. Il vient souligner la volonté d’associer le caractère légendaire de cet oiseau mythique avec un avion qui représente une avancée remarquable à tous les niveaux de performance. Ce sont de beaux et grands défis qui attendent les futurs équipages »,.

#### Première tranche
Un seul exemplaire est commandé en 2014, en tant que prototype destiné à de nombreux vols d'essai. Il effectue son premier vol le 7 septembre 2017 en Espagne,. Les A330 MRTT destinés à la France bénéficient par ailleurs d'un nouveau standard incluant des modifications structurelles et des améliorations aérodynamiques permettant de réduire leur consommation de carburant de 1 % et une avionique et des systèmes militaires plus perfectionnés. Ils sont remis à la 31e escadre aérienne de ravitaillement et de transport stratégiques, basée à Istres.

#### Deuxième tranche
Huit exemplaires supplémentaires sont commandés le 15 décembre 2015 par l'armée de l'air française dans le cadre de la loi de programmation militaire 2014-2019, les trois appareils restant devant être commandés en 2018. Le premier exemplaire de cette tranche est livré en octobre 2018, le second en 2019, puis à un rythme de deux exemplaires par an. La livraison du dernier appareil est alors planifiée pour 2025. Néanmoins, en raison de l'aggravation de l'état des C/KC-135FR/RG et de la hausse de l'activité liée au Sahel et au Levant, le chef d'état-major de l'armée de l'air souhaite augmenter le rythme de livraison. Il est par ailleurs annoncé que ces appareils pourront emporter le kit Morphée (MOdule de Réanimation pour Patient à Haute Élongation de l'Évacuation).

#### Troisième tranche
En décembre 2018, la France commande trois appareils pour porter ses commandes fermes à 12 exemplaires, livrables avant fin 2023 au lieu de 2025. La cible est revue à la hausse pour atteindre 15 exemplaires dans le cadre de la loi de programmation militaire 2019-2025 avec une dernière livraison estimée à 2028.
Le 20 septembre 2023, la DGA réceptionne le 12e appareil, F-UJCR. Les trois A330 MRTT supplémentaires seront livrés à partir de 2025.

#### Plan de soutien à la filière aéronautique
Dans le cadre d'un plan de soutien économique à la filière aéronautique à la suite de la crise économique provoquée par la pandémie de Covid-19, le ministère de l'Économie et des Finances annonce une commande anticipée de trois A330 MRTT sur la LPM 2019-2025. Ces trois A330 MRTT permettent d'anticiper de huit ans le retrait en service des deux A340 et de deux ans celui des A310 de l'escadron de transport 3/60 Esterel et ainsi d'améliorer la maintenance des appareils de transport avec la gestion d'un seul type d'appareil.
Deux de ces appareils sont des A330 d'occasion tandis que le troisième provient directement des chaines d'assemblage. Bien que décrits par Joël Barre, délégué général pour l’armement, comme « des appareils prélevés parmi les invendus d'Airbus suite au désistement de leur client », les deux appareils s'avèrent avoir été initialement acquis par la compagnie aérienne colombienne Avianca. Le premier (no 1608) a été assemblé en 2015 et a cessé de voler en 2019 avec un dernier vol enregistré en 2017. Le second (immatriculation américaine N204SA puis immatriculation PR-OCX) a été livré en mars 2017 et n'a jamais effectué de vol commercial. Leur mise à niveau ne comprend pas dans l'immédiat leur conversion en MRTT (qui est alors prévue en 2026) et seront dans un premier temps exclusivement exploités pour le transport de passagers et de fret.
Les deux premiers appareils sont livrés le 26 novembre 2020, et le 15 décembre 2020. Ils ne possèdent par ailleurs pas la livrée des Phénix mais celle du COTAM. Le troisième appareil, neuf, devrait être livré au plus tôt au premier trimestre 2022. Initialement prévue pour 2026, le ministre des armées Sébastien Lecornu annonce le 29 avril 2023 que la conversion des trois exemplaires est avancée pour 2025 pour un coût de 490 millions d’euros. Le montant total de cette opération (acquisition et transformation) est ainsi évalué à 690 millions d’euros.

#### Affectation
Les A330 MRTT de l'armée de l'air sont incorporés à la 31e escadre aérienne de ravitaillement et de transport stratégiques située sur la base aérienne 125 Istres-Le Tubé. L'arrivée des Phénix a nécessité la création en 2017 du hangar de maintenance no 31 dans la partie nord de la base, en raison de sa taille plus imposante que celle des Boeing C-135FR, ainsi que d'un dépôt de kérosène capable de ravitailler simultanément deux Phénix. Deux autres hangars et un parking doivent ensuite compléter les installations. De par ses capacités, le Phénix est décrit comme « le couteau suisse stratégique de nos Armées » par le ministère des Armées, augmentant avec l'arrivée des Airbus A400M « les capacités de l'Armée de l'air de 70 % en 2025 ». Cette augmentation des capacités de transport des Phénix va par ailleurs entraîner une hausse du trafic passager de la BA 125 qui va passer de 10 000 passagers à 100 000 d'ici 2025. Les livraisons devraient entraîner le retrait progressif des Boeing C-135FR à partir de 2020.
Il effectue sa première participation au défilé aérien du 14 juillet en 2018 escorté par trois Mirage 2000D de la 3e escadre de chasse.

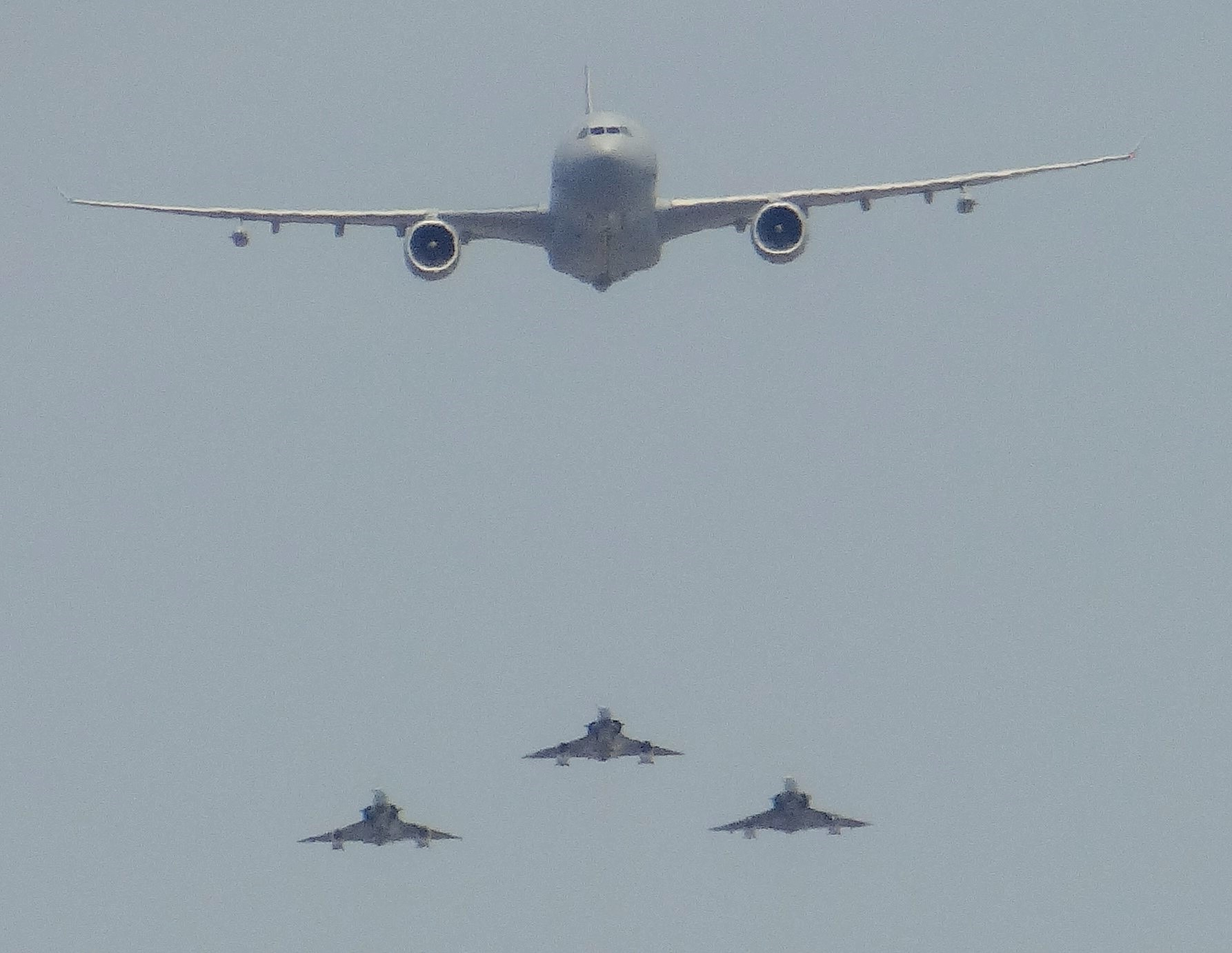
Phénix de l'Armée de l'air escorté par trois Mirage 2000D de la 3e escadre de chasse lors du défilé aérien (2018).
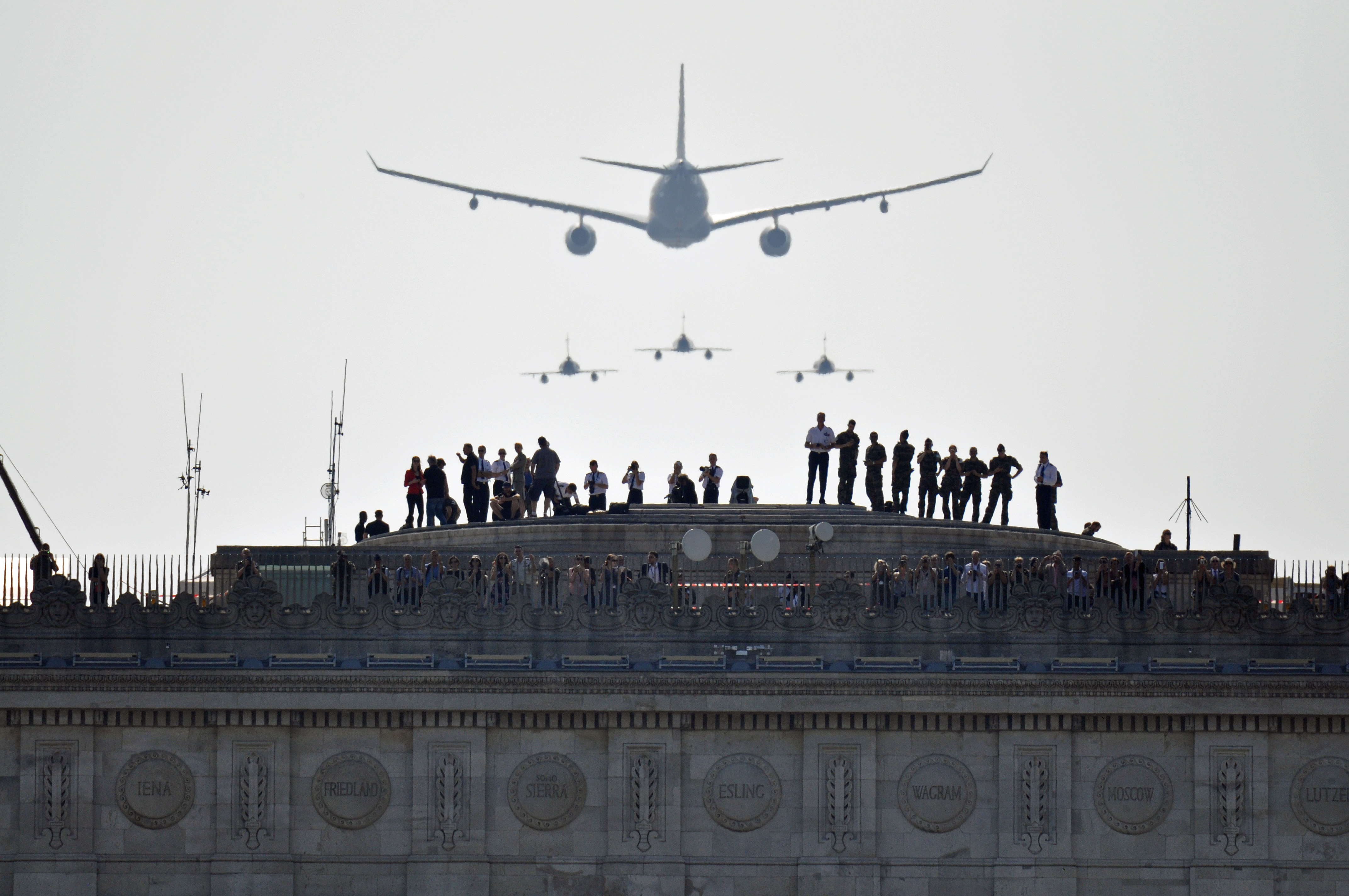
Phénix survolant l'Arc de triomphe de l'Étoile lors du défilé aérien (2018).
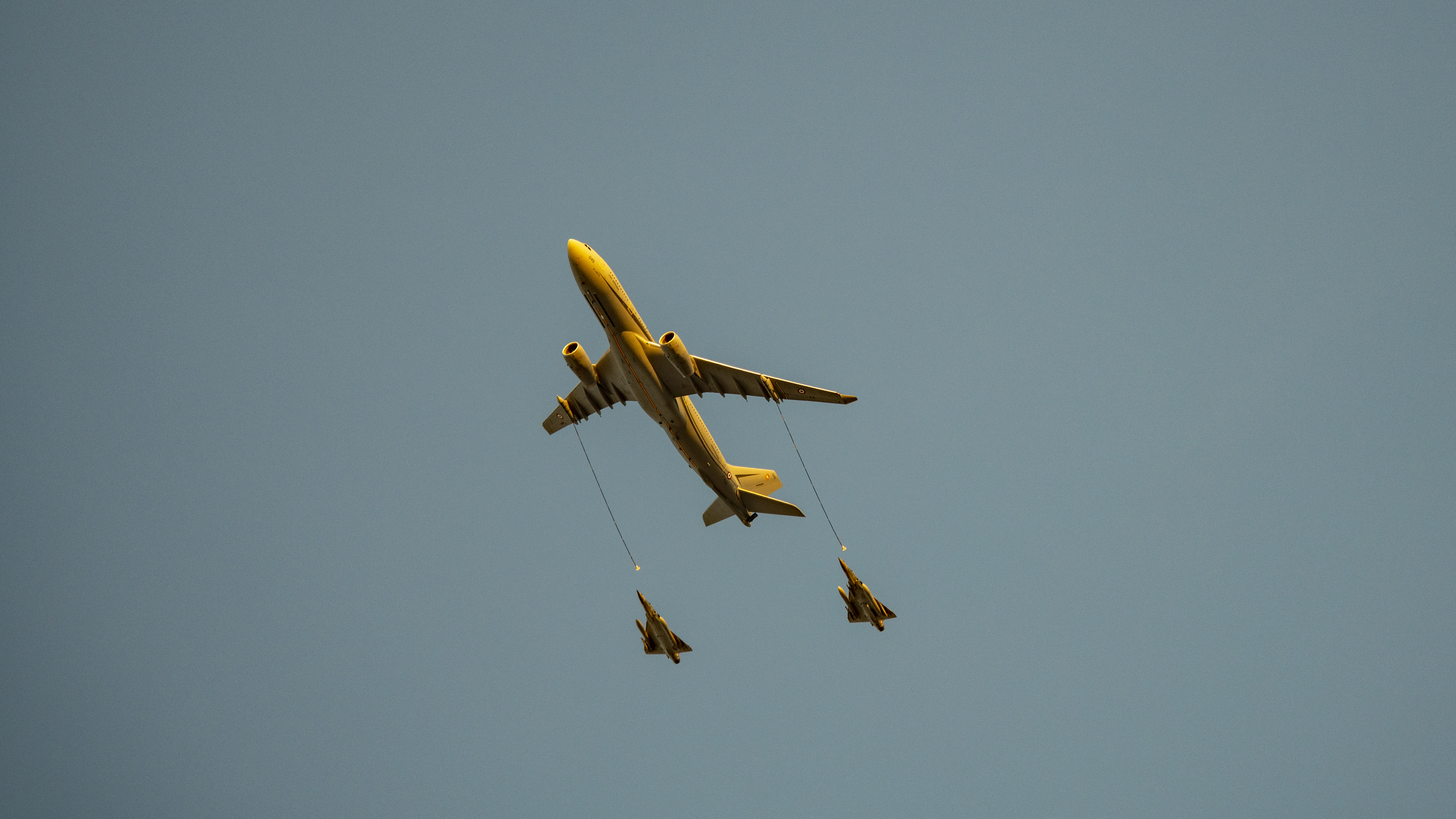
Phénix et 2 Mirage 2000-5 en démonstration à Djibouti (2022).

### OTAN
L'Agence Européenne de Défense a lancé en 2012 le programme Initiative Multinational MRTT Fleet (MMF) sous l'égide de l'OTAN pour gérer en commun une flotte d'A330 MRTT. Les appareils sont commandés par l'OCCAR puis la NSPA (NATO Support and Procurement Agency) est chargée du soutien des appareils de la flotte. Les coûts et le personnel sont répartis en fonction du nombre d'heures de vol et chaque État bénéficie de droit d'usage exclusif sur ses appareils. Le budget d'investissement oscille entre 250 millions et un milliard d'euros. Les appareils doivent être livrés entre 2020 et 2024. Ils se distingueront aussi par l'emport du système d'auto-protection J-MUSIC d'Elbit Systems chargé de les protéger des missiles à guidage infrarouge tirés depuis des systèmes de missiles sol-air portatifs notamment lors des phases de décollage et d'atterrissage.
Le premier appareil est réceptionné le 30 juin 2020 et les trois appareils suivants en août et septembre 2020 et avril 2021. Les deux premiers appareils ont servi pour la formation du personnel avant d'être déployés. La capacité opérationnelle initiale (IOC) de l’unité est déclarée le 23 mars 2023, avec deux ans de retard. En effet, la pandémie de Covid-19 fait repousser cet événement. On attend la pleine capacité opérationnelle ainsi que la livraison de deux appareils en 2024. Le 10e, commandé en 2023, arrivera en 2026.
À la suite de la participation du Danemark et de la Suède au programme MMF, le 24 juin 2025 l'OTAN a commandé deux appareils supplémentaires. Leur livraison est prévue en 2028 et 2029. La NSPA comptera en conséquence 12 A330 MRTT au total.

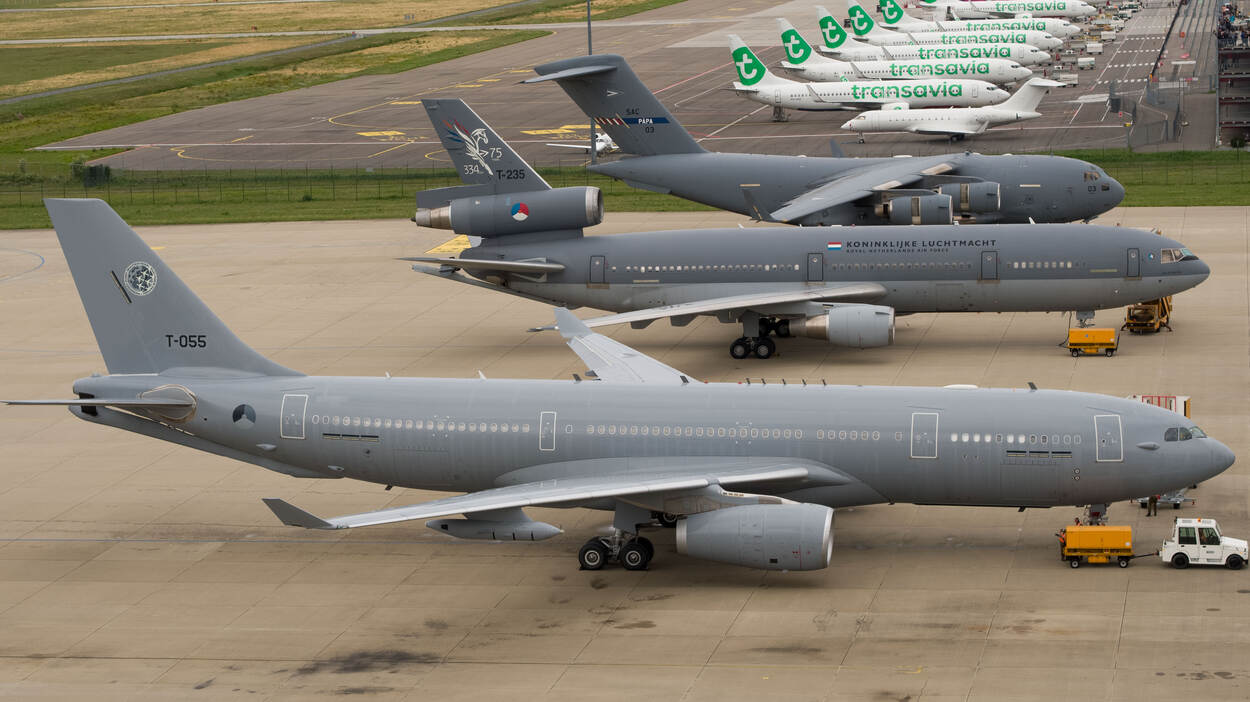
KC-30M T-055 à Eindhoven en juin 2020 (aligné avec un KDC-10 néerlandais)

- Pays-Bas (2 000 h de vol) +  Luxembourg (1 200 h de vol) : Un memorandum d’entente a été signé en juillet 2016 entre les Pays-Bas et le Luxembourg pour l'acquisition de deux premiers exemplaires[124]. Cet achat a  permis à la force aérienne royale néerlandaise de retirer du service ses deux KDC-10.
- Allemagne (5 500 h de vol) +  Norvège (100 h de vol) : Cinq exemplaires ont été commandés le 25 septembre 2017[120],[125]. Cette commande a fait à l'Allemagne remplacer ses A310 MRTT[126]. Il semble que le gouvernement allemand ait investi jusqu'à 1 milliard d'euros pour l'achat d'A330 MRTT, à condition que ses appareils soient basés en Allemagne.
- Belgique (1 000 h de vol) : La Belgique a fait une commande ferme d'un exemplaire le 1er mars 2018 avec une option pour trois appareils supplémentaires si d'autres états rejoignaient le programme[127].
- République tchèque (100 h de vol) : La République tchèque a choisi de s'associer au pool MMF le 24 octobre 2019[128],[129].

Tous ces MRTT sont enregistrés aux Pays-Bas, et affectés à la base aérienne d'Eindhoven. D'où leur immatriculation commençant par la lettre T- (comme tanker) propre à ce pays. Cependant, une partie des appareils sont placés à l'base aérienne de Cologne Wahn. Surtout, T-056 (MSN1919) qui est tant ravitailleur qu'appareil de l'évacuation sanitaire est toujous placé à Cologne.

### Royaume-Uni
Le Royaume-Uni est avec la France l'un des plus gros clients du programme A330 MRTT. L'avion remplace au sein la Royal Air Force la flotte de 26 ravitailleurs constituée de Vickers VC10 et de Lockheed L-1011 TriStar.
Le ministère de la Défense britannique exclut à l'origine la conversion des Boeing 767 issus de la flotte de la British Airways et privilégia le projet FSTA (Futur Strategic Tanker Aircraft). Il annonça en janvier 2004 la création de la compagnie privée AirTanker Services chargée de l'acquisition et de l'entretien de la flotte d'A330 MRTT. AirTanker fut formellement autorisée à commander 14 appareils en février 2005 et le ministère autorisa le financement du marché privé en juin 2007. Le contrat est finalement signé en mars 2008.

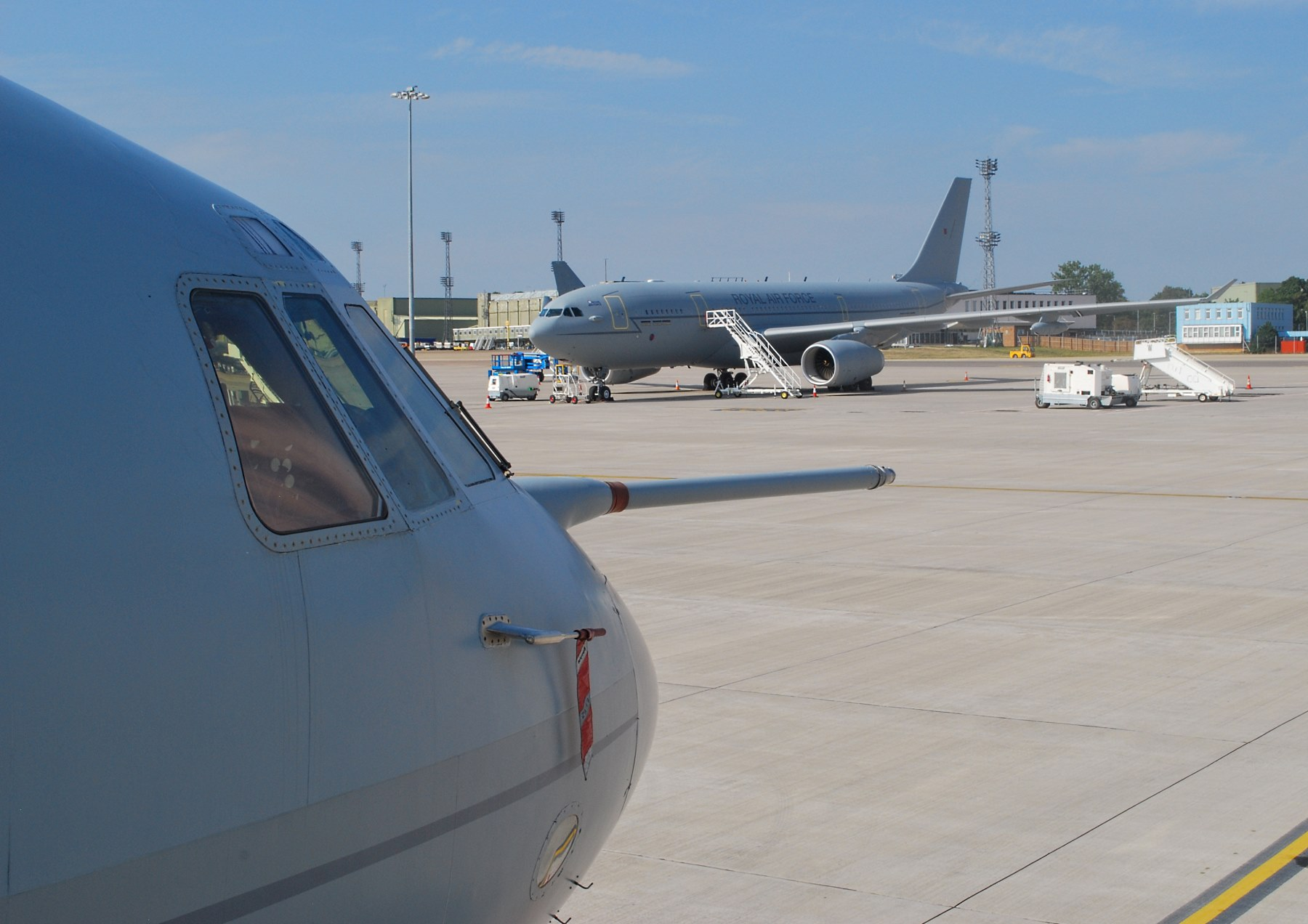
L'un des deux derniers ZA147 VC-10K.3 (gauche) face à l'A330 MRTT KC3 immatriculé ZZ333 (droite), le 4 septembre 2013.

Le premier exemplaire, MSN1033 A330-243, fut assemblé à Toulouse et effectua son premier vol d'essai le 5 juin 2009. Tout comme MSN747, cet appareil resta un prototype pour les vols d'essai effectués en Espagne. Après sa conversion, MSN1046 entra en service le 8 avril 2012. Le programme prévoyait, à partir du troisième appareil, la conversion en Angleterre, comme pour les exemplaires australiens mais pour respecter le calendrier de livraison et surtout le coût, les travaux se sont poursuivis chez Airbus en Espagne. Contrairement aux autres A330 MRTT, les exemplaires britanniques sont équipés de réacteurs Trent 772B-60 (2 × 282,7 kN, 316 kN au maximum), de nacelles Cobham 905E et d'une unité de ravitaillement de fuselage Cobham 805E. Les deux derniers VC-10K terminèrent définitivement leur mission le 20 septembre 2013. Puis le dernier L-1011 quitta la flotte de la RAF le 24 mars 2014.
La flotte de Voyager est composée de deux versions :
- Voyager KC2 (3 exemplaires) : désignation britannique avec seulement deux nacelles de ravitaillement en vol, Cobham 905E [29] ;
- Voyager KC3 (7 exemplaires) : désignation britannique avec deux nacelles de ravitaillement en vol et une unité de ravitaillement de fuselage (Cobham 805E, FRU)[28].

Actuellement, la flotte britannique est équipée uniquement de perches, fabriquées au Royaume-Uni. À l'été 2015, la RAF commença à réfléchir en faveur de l'amélioration de ses MRTT. Il est possible que certains appareils soient reconvertis, en adoptant le système ARBS, plus performant et fabriqué par Cobham.

#### AirTanker
AirTanker Services est un consortium réunissant les cinq entreprises impliquées dans le projet de l'A330 MRTT britannique. Il inclut EADS (40 %), devenu Airbus, Rolls-Royce (20 %), motoriste des appareils, Cobham (13,33 %), qui fournit les nacelles de ravitaillement, Thales (13,33 %) pour les systèmes d'avioniques et VT Group (13,33 %), devenu Babcock International Group,. Cette dernière est chargée des systèmes de communication militaire ainsi que l'entretien de la flotte à la base de Brize Norton. Selon le contrat FSTA, AirTanker est chargé d'exploiter 14 A330 MRTT jusqu'en 2035. La RAF finance les heures de vols pour ses missions de ravitaillement et de transport. Les appareils sont gérés par du personnel de la RAF pour les missions militaires et présentent une immatriculation commençant par ZZ3, tandis que ce sont des personnels d'AirTanker qui sont chargés d'effectuer les vols civils.
Parmi 14 Voyager, les 5 derniers étaient fabriqués en tant qu'appareils flexibles. À savoir, ils peuvent être utilisés soit comme avion militaire soit comme avion civil. Selon le besoin actuel de la RAF, 10 MRTT sont opérationnels tandis qu'Airbus a livré 11 ravitailleurs. D'où, MSN1555 (12e) a été converti en appareil commercial et régulièrement loué à Jet 2. Le dernier appareil MSN1610 reste toujours MRTT (KC2). Si la RAF a besoin de plus de MRTT, les 4 appareils civils actuels seront facilement convertis, car ceux-ci ont été assemblés avec de nouvelles ailes de MRTT, à la base de celles de l'A340.

#### Vols civils

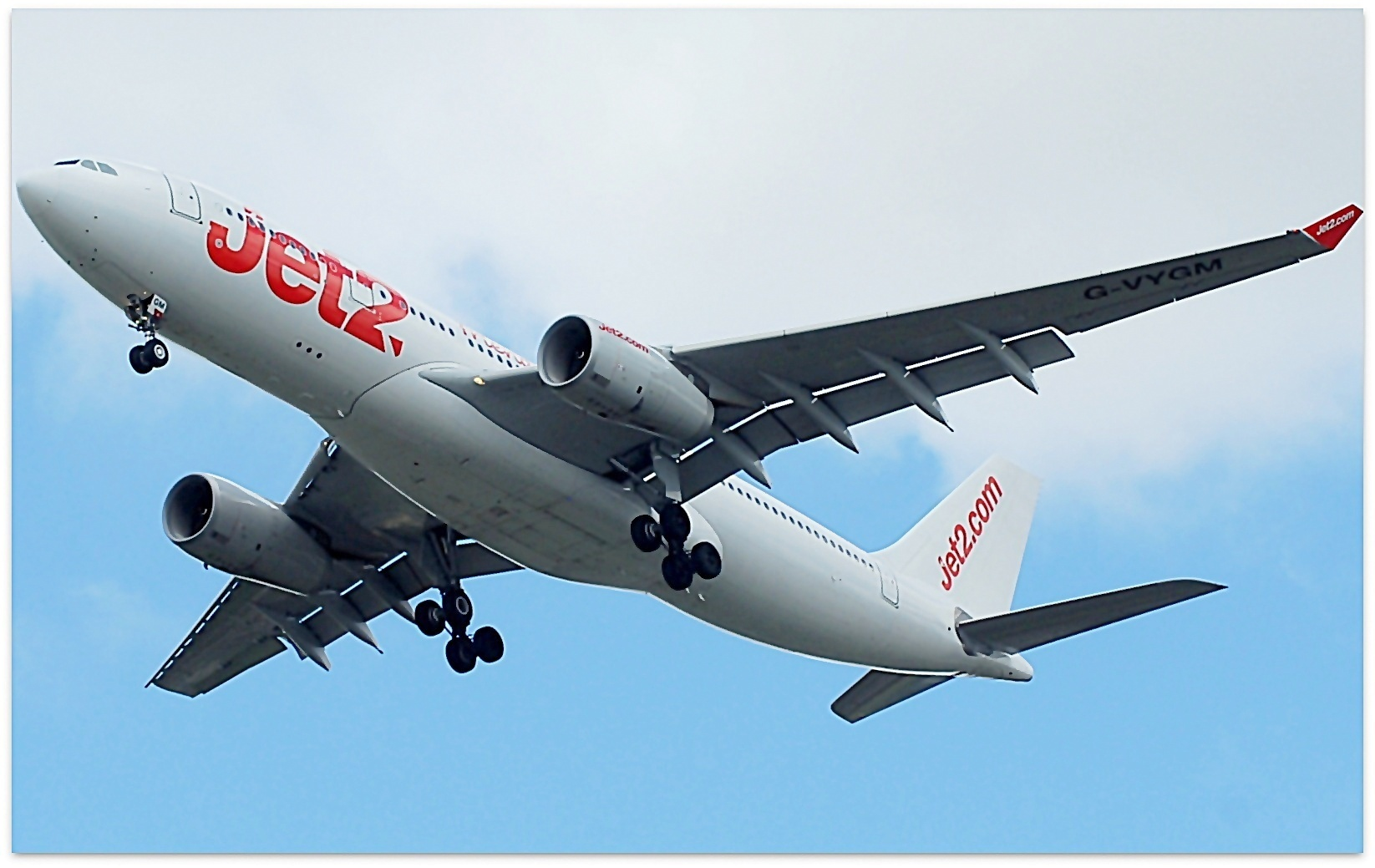
Loué par la compagnie à bas coût Jet 2, ce G-VYGM ne dispose plus des appareils de ravitaillement.

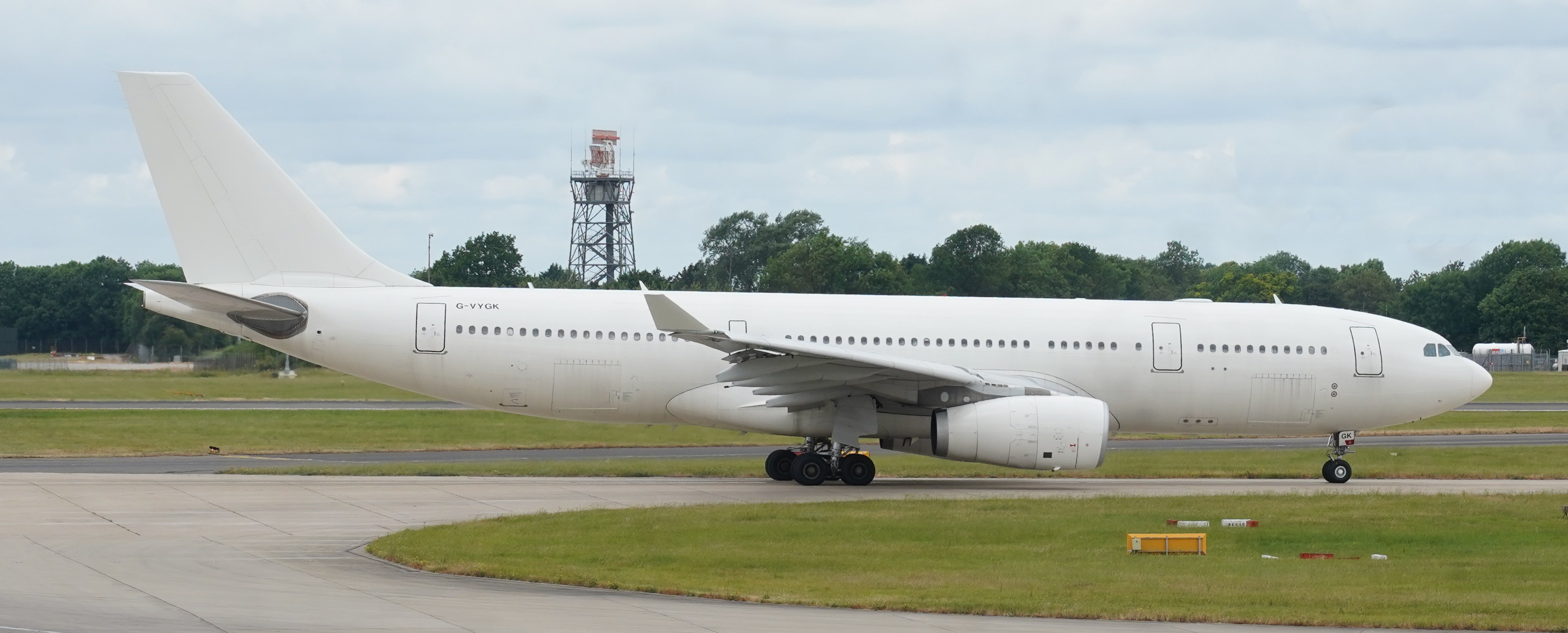
G-VYGK non plus. Mais c'est AirTanker qui l'exploite depuis 2020.

En octobre 2015, les immatriculations civiles étaient attribuées à deux Voyager (G-VYGJ et G-VYGK) qui profitaient des normes ETOPS180. Aussi MSN1498 a-t-il loué à la compagnie Thomas Cook Airlines à partir de mai 2015 pour 3 ans et avec ses équipements militaires au minimum. (Les appareils militaires, quant à eux, ils bénéficient non seulement de METOPS180 mais également, depuis juin 2014, de METOPS-AAR (extended-range twin-engines operations on the military aircraft register for air-to-air refueling.) Cette disposition assure, à AirTanker, une ressource importante, sans clouer les appareils hors de service sur le tarmac. 
En 2025, 4 Voyager portent leur immatriculation civile. Selon le site Flightradar24, pour l'armée G-VYGJ et G-VYGK sont essentiellement exploités vers la RAF Ascension Island et la RAF Mount Pleasant, sans fonction de ravitaillement. Quant aux G-VYGL et G-VYGM, ces appareils ont toujours la livrée de la compagnie Jet 2 pour les vols commerciaux.

#### Appareil VIP
L'appareil ZZ336 fut converti, conservant sa fonction MRTT, en version VIP, pour le gouvernement et la famille royale. Notamment le 2 juin 2022, celui-ci fut utilisé pour la célébration du jubilé de platine d'Élisabeth II, en passant sur le palais de Buckingham.

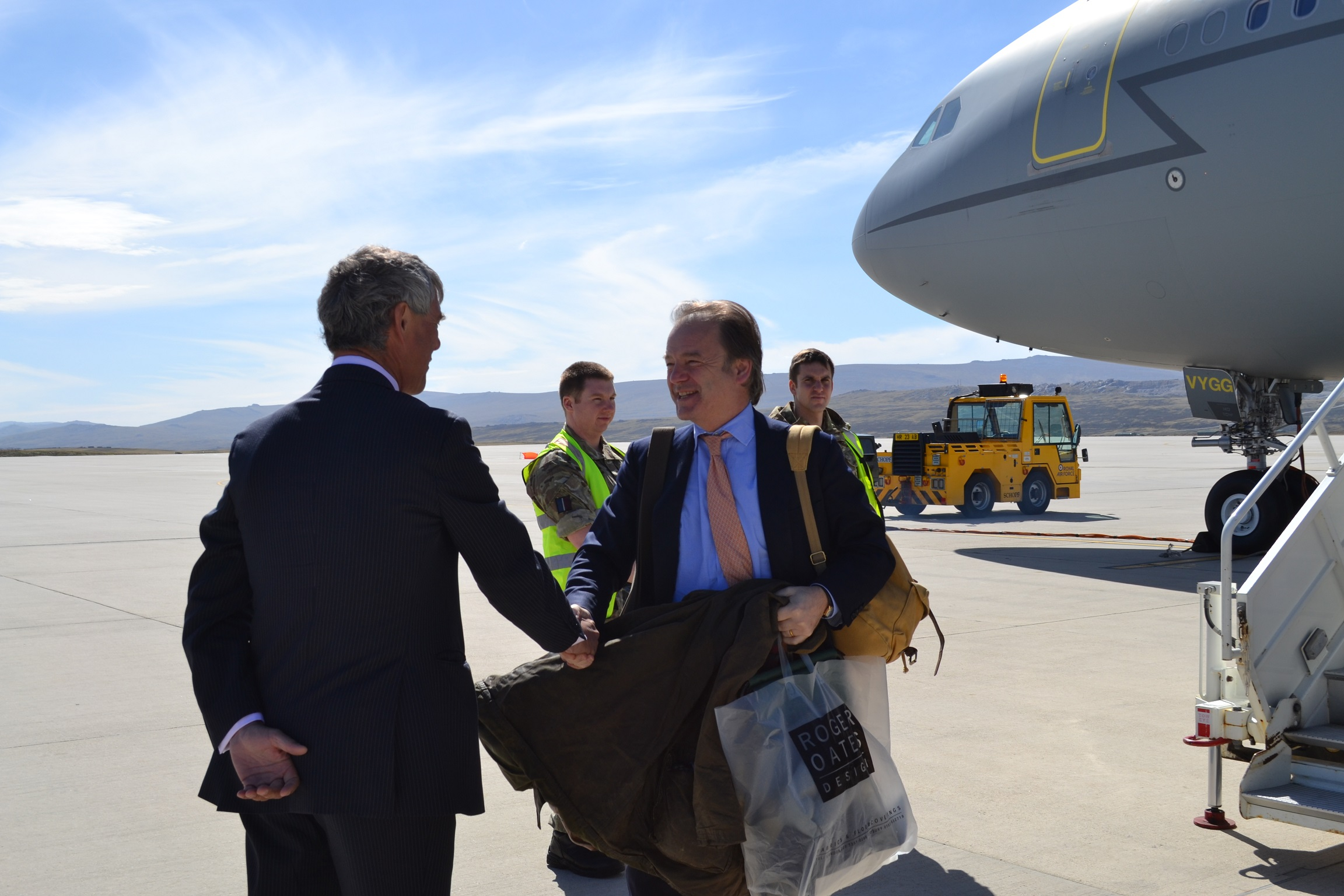
G-VYGG en immatriculation en jaune VYGG, à la RAF Mount Pleasant en 2014, avant d'être converti en version VIP ZZ336 en 2015. L'appareil y a transporté le ministre d'État aux Affaires étrangères.

|                   |
| ZZ336 auparavant. |

|                            |
| ZZ336 actuel, version VIP. |

|                                      |
| Royal International Air Tattoo 2022. |

|                                  |
| Intérieur de ZZ336, version VIP. |

### Singapour
Singapour a annoncé une commande ferme de six appareils A330 MRTT le 7 mars 2014,. Ils remplacent les quatre Boeing KC-135 Stratotanker du 112 Squadron basé à Changi (en) à partir de novembre 2019. L'A330 MRTT était en compétition avec le Boeing KC-46. La Force aérienne de la République de Singapour sera le premier client qui exploitera l'A330 MRTT E, à partir de 2017. Le premier appareil est réceptionné le 14 août 2018 sur la base aérienne de Changi. Si tous les 6 appareils ont été livrés, en 2025 4 ravitailleurs sont opérationnels (MSN1667, 1762, 1799 et 1857).

## Clients potentiels
Airbus cible avec l'A330 MRTT le marché de remplacement des McDonnell Douglas KC-10 Extender et Boeing KC-135 Stratotanker vieillissants,. En juillet 2015, Ulrich Weber, responsable de la nouvelle usine de Mobile, précisa qu'Airbus pourrait profiter d'une cinquantaine d'hectares de terrains disponibles « dans le cas où nous devrions construire de nouvelles usines pour honorer de nouvelles commandes ». Ses principaux rivaux sont le Boeing KC-46 et le Boeing 767-300 MMTT, un Boeing 767-300ER modifié par Israel Aerospace Industries.

### Négociations en cours

#### Thaïlande
La Royal Thai Air Force a fait savoir, le 11 mars 2025, qu'en juin 2025, elle passera commande d'un appareil de l'A330 MRTT en configuration de transport VIP. Elle étude également l'acquisition d'un autre exemplaire.

#### Inde
Après avoir remporté un premier appel d'offres pour six appareils face à l’Iliouchine Il-78 en 2009 puis annulé par le ministère indien des Finances en raison d'une question de coûts, l'A330 MRTT a de nouveau remporté le second appel d'offres en 2013 face à l'Iliouchine Il-78 qui fut à son tour annulé, probablement pour les mêmes raisons.
Début décembre 2020, le président français Emmanuel Macron a proposé à son homologue indien Narendra Modi, la vente de six A330 MRTT dans le cadre d'une procédure de gré à gré. Il s'agirait d'appareils précédemment exploités pour transport commercial et ayant peu volé, auquel il serait adjoint une certification d’une durée de vie de 30 ans supplémentaires et vendu à un prix réduit. Mais le gouvernement indien envisagerait plutôt de louer un appareil à la France pour la formation de ses pilotes puis d'en louer cinq autres exemplaires pour remplacer ses vieillissants Iliouchine Il-78,.

#### Indonésie
L'A330 MRTT est prospecté pour le remplacement ses deux KC-130B dont l'un s'est écrasé à Medan le 30 juin 2015. Ses concurrents étaient le Boeing KC-46 et le Il-78. Le 5 septembre 2023, le choix du gouvernement pour l'A330 MRTT a été communiqué tant par le vice-ministre de la défense que par le directeur d'Airbus pour cette région. Or, le nombre de commande n'est pas encore révélé tandis qu'il faut que le contrat final soit signé.

#### Algérie
L'A330 MRTT a été prospecté deux fois par l'armée de l'air algérienne en 2013 et en 2023 afin de venir remplacer à terme leurs 7 Iliouchine Il-78 Midas.
Il serait question de l'acquisition de 4 A330 MRTT dans un premier temps pour arriver à 8 appareils à terme.

### Pays ayant manifesté de l'intérêt

#### Italie
En juillet 2024, l'Aeronautica Militare a publié un rapport, dans l'optique de renouveler la flotte de ravitailleurs italiens. Ce renouvellement envisage 6 appareils qui seront capables d'effectuer le transport multirôle, adapté « au scénario géopolitique actuel et au contexte international modifié ». Le projet prévoit également une flotte plus modeste de l'Aeronautica Militare avec ces appareils plus performants. La procédure de 2022 pour 6 KC-767B annulée le 24 juin, l'armée italienne préfère désormais l'A330 MRTT.

#### Pologne
En 2025, la Pologne envisage son changement de stratégie, avec une commande de l'A330 MRTT. La visite du PDG d'Airbus effectuée le 31 mars confirme son intérêt avec le communiqué diffusé par le général Ireneusz Nowak : « Nous avons besoin d'une capacité de ravitaillement en vol pour plusieurs raisons ».

#### Qatar
Le Qatar envisage de commander deux appareils,,,.

#### Turquie
En mai 2015, la Turquie a émis le souhait de remplacer ses KC-135R par des A330 MRTT, car Turkish Airlines exploite des A330 ainsi qu'une version gouvernementale VIP.

#### États-Unis

##### Programme KC-Y
En raison des nombreux déboires et retards de livraison du programme KC-46A[réf. nécessaire], l'objectif de remplacer l'intégralité de la flotte d'avions ravitailleurs est remis en cause au point que l'US Transportation Command lance en mars 2018 une étude intitulée « Mobility Capabilities and Requirements Study » (MCRS-18) avec pour objectif de déterminer les besoins américains en avions de transport, navires et avions de ravitaillement en vol puis on a annoncé en juin de cette même année qu'il recherche des opérateurs pour gérer des opérations de ravitaillement en vol dans le cadre d'un contrat d'une durée de 5 ans. Finalement, l'US Air Force a décidé de lancer deux nouveaux programmes d'acquisition (KC-Y et KC-Z) pour remplacer respectivement ses flottes de McDonnell Douglas KC-10 Extender en 2029 et de Boeing KC-135 Stratotanker en 2032/2033 .
Le programme KC-Y vise à l'acquisition d'appareils dérivés d'avions de ligne pour lequel Lockheed Martin devrait proposer le LMXT. Ce dernier était le fruit d'une collaboration avec Airbus et basé sur l'A330 MRTT. Il a fait suite à la signature d’un protocole d’accord le 4 décembre 2018 afin « de travailler conjointement à des solutions dans le domaine du ravitaillement en vol »,,. Le LMXT envisageait le moteur CF6-80E1 de General Electric.
À la suite de la guerre en Ukraine, le nombre de KC-Y a été réduit à 75 appareils tandis que le KC-Z serait un appareil entièrement neuf et furtif qui sera capable d'échapper à l'attaque des adversaires.
En septembre 2023, le programme KC-Y a fait l'objet d'une demande d'information dont le contenu n'est pas rendu public. Le 23 octobre, Lockheed Martin a annoncé que l'entreprise renonce au programme du LMXT, dans l'optique de se concentrer sur le développement du KC-Z, dorénavant appelé NGAS (Next-Generation Air Refueling System). Si Lockheed Martin s'intéressait du programme KC-Y, c'était parce que l'entreprise voyait une bonne chance, à la suite de la difficulté du KC-46A. Or, il est évident que le Pentagone veut désormais économiser le programme KC-Y jusqu'au bout. Lockheed Martin, ayant calculé qu'au moins 110 appareils de commande serait nécessaire, n'y voit plus d'intérêt. Quant à Airbus, il n'y a aucun changement pour sa participation au KC-Y, avec les systèmes 100% fonctionnels : « L'A330 US-MRTT offrira à l'US Air Force une solution fiable, des performances éprouvées et des capacités inégales à un prix abordable »,.

## Sans succès

### États-Unis

#### Programme KC-X
En compétition avec Boeing, une version de l'A330 MRTT, proposée par Airbus et Northrop Grumman, a été sélectionnée, le 29 février 2008, par l'équipe de l'Armée de l'air, composée de deux cents spécialistes. L'évaluation avait duré treize mois. L'appareil a été baptisé KC-45A.
À la suite de la protestation de Boeing, le 25 juin 2008 le Government Accountability Office (GAO) a reçu cette plainte. Une nouvelle compétition a été lancée. Avec de nombreux critères différents, Northrop Grumman a retiré le dossier le 8 mars 2010. Airbus a cherché un autre partenaire en vain. Finalement, le contrat a été attribué au programme de Boeing KC-46A.

### Japon
Airbus s'est retiré de l'appel d'offres lancé par le Japon pour l'achat de quatre avions ravitailleurs supplémentaires, en plus des KC-767 déjà en service. Le fabricant dénonçant la proposition de vente de Boeing KC-46 Pegasus par le mécanisme des Foreign Military Sales qui biaise « toute comparaison de prix équitable » selon Airbus. Il s'agit du second échec de vente au Japon pour Airbus après le programme nippon UH-X destiné à remplacer les hélicoptères UH-1J de la force terrestre d'autodéfense japonaise.

## Engagements

### Airbus
- Le 6 mars 2020, un Airbus A330-200 en cours de conversion MRTT et doté d'une immatriculation provisoire EC-332[173], décolle du site de Getafe pour rejoindre le jour suivant le site d'assemblage de Tianjin en Chine et récupérer près de 4 millions de masques durant la pandémie de maladie à coronavirus de 2019-2020. Il revient sur le site espagnol le 28 mars et sa cargaison est ensuite distribuée aux hôpitaux et aux services publics européens[174]. L'appareil serait le MSN1965, le cinquième exemplaire destiné à l'armée de l'Air[175].

### France
- Le 15 janvier 2019, le Phénix participe à sa première mission de projection longue distance dans le cadre de l’exercice « Marathon Monfreid ». L'appareil accompagne deux Rafale pour un vol sans escale de 12 heures vers la Réunion. Les deux Rafale sont partis de la base aérienne 113 Saint-Dizier-Robinson (BA 113) pour atterrir sur la BA du Détachement air 181 La Réunion. Ils repartent ensuite pour la métropole le 17 janvier[176],[177].
- Le 3 février 2019, le Phénix effectue sa première participation à l'exercice « Excalibur » des Forces aériennes stratégiques qui vise à réaliser un « tir d'évaluation des forces » (TEF) par la composante aéroportée de la dissuasion nucléaire[178]. Il obtient sa première capacité NUC (POC NUC) le 3 octobre 2019[179].
- Le 22 mars 2019, quatre jours après avoir obtenu ses certificats de navigabilité par la Direction de la sécurité aéronautique d'État, le premier Phénix effectue sa première opération extérieure dans le cadre de l'opération Chammal en accompagnant deux Rafale C de la 30e escadre de chasse, implantée à la base aérienne 118 Mont-de-Marsan, vers la base aérienne projetée (H5) installée en Jordanie[180],[181]. L'appareil reste en Jordanie deux jours avant de repartir avec les deux Rafale B qu'ils remplacent, pour la BA 113 Saint-Dizier-Robinson.
- Le 5 février 2020, le Phénix réalise sa première mission opérationnelle avec un vol de 15 heures en soutien aux Rafale Marine du groupe aérien embarqué à bord du porte-avions Charles de Gaulle dans le cadre de l'opération Chammal[182].
- Lors de la pandémie du coronavirus de 2020, et afin de soulager les hôpitaux du Haut-Rhin saturés par l'afflux de malades Covid-19, un A330 MRTT équipé du prêt-à-monter Morphée (configuration Evasan) est utilisé à six reprises pour évacuer des malades depuis l'aéroport international de Bâle-Mulhouse-Fribourg[42]. Ces vols sanitaires sont effectués le 18 mars[183] vers la région PACA (6 patients), le 21 mars[184] et le 27 mars[185] vers l'aéroport de Bordeaux-Mérignac (6 patients à chaque fois), le 24 mars[186] vers l'aéroport de Brest-Bretagne (2 patients), le 31 mars[187] (6 patients) vers Hambourg, et les 3 et 5 avril vers Toulouse[188],[189] (six patients à chaque fois). L'appareil est désinfecté et remis en état par la Section d’intervention nucléaire, radiologique, bactériologique et chimique (SI-NRBC) de la base aérienne 120 Cazaux après chaque transfert de patients[190].
- À la suite de la prise de Kaboul par les talibans le 15 août 2021, la France met en place l'opération APAGAN pour évacuer les ressortissants français et européens, et des civils afghans ayant travaillé pour la France et susceptibles d’être menacés par les talibans. Plusieurs A330 MRTT effectuent ainsi la navette entre la base aérienne Al Dhafra aux Émirats arabes unis, conjointement avec un A310 de l’Escadron de transport 3/60 Esterel[191],[192].

## Accidents et incidents

### Incidents
Le 19 janvier 2010, la perche de ravitaillement d'un A330 MRTT a été endommagée à la suite de la perte de l'une des deux ailettes de stabilisation alors qu’il livrait du carburant à un F-16 des forces armées portugaises. Les deux appareils ont pu rentrer sur leur base respective.
Le 9 février 2014, l'A330 MRTT immatriculé ZZ333 de la société Air Tanker chargé de transporter des soldats britanniques perdit brutalement de l'altitude au-dessus de la Turquie, en provoquant quelques blessés légers parmi les passagers. L'appareil commença automatiquement à se rétablir, et les pilotes réussirent à le contrôler. Par précaution, l'autorité décida de clouer au sol tous les A330 MRTT durant une semaine environ. Comme aucun problème technique ne fut trouvé et qu'aucun A330 civil n'avait subi d'incident semblable, les vols de MRTT furent rétablis. En mars, les autorités britanniques annoncèrent qu'une minute 44 secondes avant la chute, le minimanche du commandant avait été manœuvré tandis que le siège de celui-ci avait été déplacé exactement une minute 44 secondes auparavant. La vidéo enregistrée aussi constatait cette simultanéité. Le rapport officiel attribua donc la cause de l'incident à une erreur humaine, manœuvre involontaire du commandant.